# Films américains sortis en 2024
 (août 2025).
Listes de films américains
- 2019
- 2020
- 2021
- 2022
- 2023
- 2024
- 2025
- 2026
- 2027

Liste des principaux films américains sortis en 2024.

## Janvier–mars
| Ouverture     | Ouverture | Titre                                   | Société de production                                                                  | Réalisation et casting | Ref.    |
| ------------- | --------- | --------------------------------------- | -------------------------------------------------------------------------------------- | --- | ------- |
| J A N V I E R | 2         | The Mummy Murders                       | Gravitas Ventures                                                                      | Colin Bressler (réalisateur/scénariste) ; Will Donahue (scénariste) ; Leila Annastasia Scott, Jason Scarbrough, Jeff Caperton, Will Donahue, Aimee Michelle, Destiny Soria, Cole Springer, Isak Tufic | [ 1 ]   |
| J A N V I E R | 3         | Self Reliance                           | Neon / Hulu / MRC / Paramount Global Content Distribution                              | Jake Johnson (réalisateur/scénariste) ; Jake Johnson, Anna Kendrick, Natalie Morales, Mary Holland, Emily Hampshire, Christopher Lloyd, Wayne Brady, Andy Samberg | [ 2 ]   |
| J A N V I E R | 4         | DarkGame                                | Gravitas Ventures                                                                      | Howard J. Ford (réalisateur) ; Gary Grant, Niall Johnson (scénariste) ; Ed Westwick, Andrew P. Stephen, Natalya Tsvetkova, Lola Wayne, Rory Alexander, Rose Reynolds | [ 3 ]   |
| J A N V I E R | 5         | Night Swim                              | Universal Pictures / Blumhouse Productions / Atomic Monster                            | Bryce McGuire (réalisateur/scénariste) ; Wyatt Russell, Kerry Condon, Amélie Hoeferle, Gavin Warren | [ 4 ]   |
| J A N V I E R | 5         | He Went That Way                        | Vertical Entertainment / Mister Smith Entertainment                                    | Jeffrey Darling (réalisateur) ; Evan M. Wiener (scénariste) ; Jacob Elordi, Zachary Quinto, Patrick J. Adams | [ 5 ]   |
| J A N V I E R | 5         | The Painter                             | Republic Pictures                                                                      | Kimani Ray Smith (réalisateur) ; Brian Buccellato (scénariste) ; Charlie Weber, Jon Voight, Marie Avgeropoulos, Max Montesi, Rryla McIntosh, Luisa D'Oliveira | [ 6 ]   |
| J A N V I E R | 5         | The Bricklayer                          | Vertical Entertainment / Millennium Media                                              | Renny Harlin (réalisateur) ; Hanna Weg, Matt Johnson (scénariste) ; Aaron Eckhart, Nina Dobrev, Tim Blake Nelson, Ilfenesh Hadera, Clifton Collins Jr. | [ 7 ]   |
| J A N V I E R | 5         | Some Other Woman                        | Radiant Films International / Balcony 9 Productions                                    | Joel David Moore (réalisateur) ; Yuri Baranovsky, Angela Gulner, Josh Long (scénariste) ; Amanda Crew, Tom Felton, Ashley Greene | [ 8 ]   |
| J A N V I E R | 5         | Fugitive Dreams                         | Freestyle Releasing                                                                    | Jason Neulander (réalisateur/scénariste) ; April Matthis, Robbie Tann, Scott Shepherd, O-Lan Jones, David Patrick Kelly | [ 9 ]   |
| J A N V I E R | 5         | Husband for Sale                        | Media Ave Studios                                                                      | Peter Takla (réalisateur/scénariste) ; Ayman Mansour, Faltaos Tamer, Mena Maurice, Dina Girgis, Mariam Bebawi, Seif Nessim, Josephine Adel, Febronia Gendy | [ 10 ]  |
| J A N V I E R | 12        | Mean Girls : Lolita malgré moi          | Paramount Pictures / Broadway Video / Little Stranger                                  | Arturo Perez Jr., Samantha Jayne (réalisateurs) ; Tina Fey (scénariste) ; Angourie Rice, Reneé Rapp, Auliʻi Cravalho, Jaquel Spivey, Avantika, Bebe Wood, Christopher Briney, Jenna Fischer, Busy Philipps, Tina Fey, Tim Meadows | [ 11 ]  |
| J A N V I E R | 12        | The Beekeeper                           | Metro-Goldwyn-Mayer / Miramax                                                          | David Ayer (réalisateur) ; Kurt Wimmer (scénariste) ; Jason Statham, Emmy Raver-Lampman, Josh Hutcherson, Bobby Naderi, Minnie Driver, Phylicia Rashad, Jeremy Irons | [ 12 ]  |
| J A N V I E R | 12        | The Book of Clarence                    | TriStar Pictures / Legendary Pictures                                                  | Jeymes Samuel (réalisateur/scénariste) ; LaKeith Stanfield, Omar Sy, Anna Diop, RJ Cyler, David Oyelowo, Micheal Ward, Alfre Woodard, Teyana Taylor, Caleb McLaughlin, Eric Kofi-Abrefa, Marianne Jean-Baptiste, James McAvoy, Benedict Cumberbatch | [ 13 ]  |
| J A N V I E R | 12        | Lift                                    | Netflix / Genre Films / 6th & Idaho Productions                                        | F. Gary Gray (réalisateur) ; Daniel Kunka (scénariste) ; Kevin Hart, Gugu Mbatha-Raw, Vincent D'Onofrio, Úrsula Corberó, Billy Magnussen, Kim Yoon-ji, Viveik Kalra, Jacob Batalon, Jean Reno, Sam Worthington | [ 14 ]  |
| J A N V I E R | 12        | Role Play                               | Amazon MGM Studios / The Picture Company / StudioCanal                                 | Thomas Vincent (réalisateur) ; Seth Owen (scénariste) ; Kaley Cuoco, David Oyelowo, Connie Nielsen, Bill Nighy | [ 15 ]  |
| J A N V I E R | 12        | The Night They Came Home                | Lionsgate Home Entertainment                                                           | Paul G. Volk (réalisateur) ; John A. Russo, James O'Brien (scénariste) ; Charlie Townsend, Danny Trejo, Robert Carradine, Weston Coppola Cage, Brian Austin Green | [ 16 ]  |
| J A N V I E R | 12        | Destroy All Neighbors                   | RLJE Films / Shudder                                                                   | Josh Forbes (réalisateur) ; Mike Benner, Jared Logan, Charles A. Pieper (scénariste) ; Jonah Ray, Kiran Deol, Randee Heller, Pete Ploszek | [ 17 ]  |
| J A N V I E R | 12        | Hellhound                               | Saban Films / Mbrella Films                                                            | Joshua Dixon (réalisateur) ; Niccolô de la Fère (scénariste) ; Louis Mandylor, Ron Smoorenburg, Vithaya Pansringarm | [ 18 ]  |
| J A N V I E R | 17        | Wanted Man                              | Quiver Distribution / Millennium Media                                                 | Dolph Lundgren (réalisateur/scénariste) ; Michael Worth, Hank Hughes (scénariste) ; Dolph Lundgren, Kelsey Grammer, Christina Villa, Michael Paré, Roger Cross | [ 19 ]  |
| J A N V I E R | 19        | I.S.S.                                  | Bleecker Street / LD Entertainment                                                     | Gabriela Cowperthwaite (réalisateur) ; Nick Shafir (scénariste) ; Ariana DeBose, Chris Messina, John Gallagher Jr., Masha Mashkova, Costa Ronin, Pilou Asbæk | [ 20 ]  |
| J A N V I E R | 19        | Sunrise                                 | Lionsgate / Grindstone Entertainment Group                                             | Andrew Baird (réalisateur) ; Ronan Blaney (scénariste) ; Alex Pettyfer, Guy Pearce, Crystal Yu, William Gao, Kurt Yaeger, Olwen Fouéré | [ 21 ]  |
| J A N V I E R | 19        | Which Brings Me to You                  | Decal / Anonymous Content                                                              | Peter Hutchings (réalisateur) ; Keith Bunin (scénariste) ; Lucy Hale, Nat Wolff, Britne Oldford, Genevieve Angelson, Alexander Hodge, John Gallagher Jr. | [ 22 ]  |
| J A N V I E R | 19        | Cult Killer                             | Saban Films                                                                            | Jon Keeyes (réalisateur) ; Charles Burnley (scénariste) ; Alice Eve, Antonio Banderas, Paul Reid, Shelley Hennig | [ 23 ]  |
| J A N V I E R | 19        | Founders Day                            | Dark Sky Films / Blue Finch Films / Mainframe Pictures                                 | Erik Bloomquist (réalisateur/scénariste) ; Carson Bloomquist (scénariste) ; Devin Druid, Amy Hargreaves, Naomi Grace, Catherine Curtin, Emilia McCarthy, Olivia Nikkanen, William Russ | [ 24 ]  |
| J A N V I E R | 23        | Murder and Cocktails                    | 905 Productions / Vision Films                                                         | Henry Barrial (réalisateur) ; Ron Jackson (scénariste) ; Jason Bernardo, Jessicah Neufeld, Colleen O'Shaughnessey, Ricardo Molina, Lucy Boryer, Brian Lally, Nerissa Tedesco, Caroline Amiguet, Jeff Nimoy | [ 25 ]  |
| J A N V I E R | 24        | Beautiful Wedding                       | Voltage Pictures (en) / Wattpad Studios                                                | Roger Kumble (réalisateur/scénariste) ; Jamie McGuire (scénariste) ; Dylan Sprouse, Virginia Gardner, Libe Barer, Austin North, Neil Bishop, Alex Aiono, Micky Dartford, Jack Hesketh, Declan Laird, Trevor Van Uden | [ 26 ]  |
| J A N V I E R | 26        | Miller's Girl                           | Lionsgate / Point Grey Pictures                                                        | Jade Halley Bartlett (réalisateur/scénariste) ; Martin Freeman, Jenna Ortega, Dagmara Domińczyk, Bashir Salahuddin, Christine Adams, Gideon Adlon | [ 27 ]  |
| J A N V I E R | 26        | The Underdoggs                          | Amazon MGM Studios / Metro-Goldwyn-Mayer                                               | Charles Stone (réalisateur) ; Danny Segal, Isaac Schamis (scénariste) ; Snoop Dogg, Tika Sumpter, Mike Epps, Andrew Schulz (en), George Lopez | [ 28 ]  |
| J A N V I E R | 26        | La Vie rêvée de Miss Fran               | Oscilloscope Laboratories                                                              | Rachel Lambert (réalisateur) ; Kevin Armento, Stefanie Abel Horowitz, Katy Wright-Mead (scénariste) ; Daisy Ridley, Dave Merheje, Parvesh Cheena, Marcia DeBonis, Meg Stalter, Brittany O'Grady, Bree Elrod | [ 29 ]  |
| J A N V I E R | 26        | American Star                           | IFC Films                                                                              | Gonzalo López-Gallego (réalisateur) ; Nacho Faerna (scénariste) ; Ian McShane, Nora Arnezeder, Fanny Ardant, Thomas Kretschmann, Adam Nagaitis | [ 30 ]  |
| J A N V I E R | 26        | Cold Copy                               | Vertical Entertainment                                                                 | Roxine Helberg (réalisateur/scénariste) ; Bel Powley, Tracee Ellis Ross, Jacob Tremblay, Nesta Cooper, James Tupper, Ekaterina Baker | [ 31 ]  |
| J A N V I E R | 26        | Junction                                | VMI Releasing / Verdi Productions                                                      | Bryan Greenberg (réalisateur/scénariste) ; Bryan Greenberg, Ryan Eggold, Jamie Chung, Sophia Bush, Griffin Dunne, Josh Peck | [ 32 ]  |
| J A N V I E R | 26        | Hundreds of Beavers                     | SRH                                                                                    | Mike Cheslik (réalisateur/scénariste) ; Mike Cheslik, Ryland Brickson Cole, Tews (scénariste) ; Ryland Brickson Cole, Tews, Olivia Graves, Wes Tank, Doug Mancheski, Luis Rico | [ 33 ]  |
| J A N V I E R | 30        | There Is a Monster                      | Gravitas Ventures                                                                      | Mike Taylor (réalisateur/scénariste) ; Joey Collins, Ena O'Rourke, Jesse Milliner, MerryRose Howley | [ 34 ]  |
| F É V R I E R | 2         | Argylle                                 | Universal Pictures / Apple Studios / Marv Studios                                      | Matthew Vaughn (réalisateur) ; Jason Fuchs (scénariste) ; Bryce Dallas Howard, Sam Rockwell, Bryan Cranston, Catherine O'Hara, Henry Cavill, Sofia Boutella, Dua Lipa, Ariana DeBose, John Cena, Samuel L. Jackson | [ 35 ]  |
| F É V R I E R | 2         | Orion and the Dark                      | Netflix / DreamWorks Animation                                                         | Sean Charmatz (réalisateur) ; Charlie Kaufman (scénariste) ; Jacob Tremblay, Paul Walter Hauser, Angela Bassett, Colin Hanks, Natasia Demetriou, Nat Faxon, Ike Barinholtz, Carla Gugino, Werner Herzog | [ 36 ]  |
| F É V R I E R | 2         | La Légende du tigre                     | Paramount+ / Paramount Animation / New Republic Pictures                               | Raman Hui, Paul Watling, Yong Duk Jhun (réalisateurs) ; David Magee, Christopher Yost (scénariste) ;Henry Golding, Brandon Soo Hoo, Lucy Liu, Sandra Oh, Michelle Yeoh | [ 37 ]  |
| F É V R I E R | 2         | Suncoast                                | Searchlight Pictures / Hulu                                                            | Laura Chinn (réalisateur/scénariste) ; Laura Linney, Nico Parker, Woody Harrelson | [ 38 ]  |
| F É V R I E R | 2         | Scrambled                               | Lionsgate / Roadside Attractions                                                       | Leah McKendrick (réalisateur/scénariste) ; Leah McKendrick, Ego Nwodim, Andrew Santino, Adam Rodriguez, Laura Cerón, Clancy Brown | [ 39 ]  |
| F É V R I E R | 2         | Bosco                                   | Peacock                                                                                | Nicholas Manuel Pino (réalisateur/scénariste) ; Aubrey Joseph, Nikki Blonsky, Tyrese Gibson, Theo Rossi, Thomas Jane, Vivica A. Fox | [ 40 ]  |
| F É V R I E R | 2         | Somewhere Quiet                         | Vertical Entertainment                                                                 | Olivia West Lloyd (réalisateur/scénariste) ; Jennifer Kim, Kentucker Audley, Marin Ireland, Micheál Neeson | [ 41 ]  |
| F É V R I E R | 2         | The Monk and the Gun                    | Roadside Attractions                                                                   | Pawo Choyning Dorji (réalisateur/scénariste) ; Harry Einhorn, Tandin Wangchuk, Deki Lhamo, Pema Zangmo Sherpa, Tandin Sonam, Choeying Jatsho, Tandin Phubz, Yuphel Lhendup, Kelsang Choejay | [ 42 ]  |
| F É V R I E R | 2         | A Nashville Wish                        | Vision Films / Brentwood Avenue Entertainment / D Street Films                         | Demetrius Navarro (réalisateur) ; Ty DeMartino (scénariste) ; Maxfield Camp, Kaileigh Bullard, Alexis Gomez, Kevin Sizemore, Kourtney Hansen, Ryan O'Quinn, Kate Orsini, Caleb Shore, Craig Shumaker, T. Graham Brown, Waylon Payne, Lee Greenwood | [ 43 ]  |
| F É V R I E R | 9         | Lisa Frankenstein                       | Focus Features                                                                         | Zelda Williams (réalisateur) ; Diablo Cody (scénariste) ; Kathryn Newton, Cole Sprouse, Liza Soberano, Henry Eikenberry, Joe Chrest, Carla Gugino | [ 44 ]  |
| F É V R I E R | 9         | Upgraded                                | Amazon MGM Studios                                                                     | Carlson Young (réalisateur) ; Christine Lenig, Justin Matthews, Luke Roberts, Karl Hall (scénariste) ; Camila Mendes, Archie Renaux, Thomas Kretschmann, Grégory Montel, Aimee Carrero, Andrew Schulz (en), Rachel Matthews, Lena Olin, Marisa Tomei | [ 45 ]  |
| F É V R I E R | 9         | Air Force One Down                      | Republic Pictures                                                                      | James Bamford (réalisateur) ; Steven Paul (scénariste) ; Katherine McNamara, Ian Bohen, Dascha Polanco, Anthony Michael Hall | [ 46 ]  |
| F É V R I E R | 9         | Lola                                    | Vertical Entertainment / Lola Film Production                                          | Nicola Peltz (réalisateur/scénariste), Bria Vinaite (réalisateur) ; Nicola Peltz, Virginia Madsen, Richie Merritt, Trevor Long, Raven Goodwin, Luke David Blumm | [ 47 ]  |
| F É V R I E R | 9         | Marmalade                               | Signature Films / Tea Shop Productions                                                 | Keir O'Donnell (réalisateur/scénariste) ; Joe Keery, Camila Morrone, Aldis Hodge | [ 48 ]  |
| F É V R I E R | 13        | ElemenTory                              | Vision Films                                                                           | Terrence Arlyn (réalisateur/scénariste) ; Shaun Paul Costello, Juliette Valdez, Big Daddy Kane, Glenn Plummer, Charles W Harris III | [ 49 ]  |
| F É V R I E R | 14        | Bob Marley: One Love                    | Paramount Pictures / Plan B Entertainment                                              | Reinaldo Marcus Green (réalisateur/scénariste) ; Zach Baylin, Frank E. Flowers, Terence Winter (scénariste) ; Kingsley Ben-Adir, Lashana Lynch, James Norton | [ 11 ]  |
| F É V R I E R | 14        | Madame Web                              | Columbia Pictures / Marvel Entertainment / Di Bonaventura Pictures / TSG Entertainment | S. J. Clarkson (réalisateur/scénariste) ; Claire Parker (scénariste) ; Dakota Johnson, Sydney Sweeney, Celeste O'Connor, Isabela Merced, Tahar Rahim, Mike Epps, Emma Roberts, Adam Scott | [ 50 ]  |
| F É V R I E R | 14        | Players                                 | Netflix                                                                                | Trish Sie (réalisateur) ; Whit Anderson (scénariste) ; Gina Rodriguez, Damon Wayans Jr., Tom Ellis, Liza Koshy, Joel Courtney, Augustus Prew | [ 51 ]  |
| F É V R I E R | 14        | What About Love                         | XWS / Quality Films / Accident Films                                                   | Klaus Menzel (réalisateur/scénariste) ; Douglas Day Stewart (scénariste) ; Sharon Stone, Andy García, Iain Glen, José Coronado, Maia Morgenstern | [ 52 ]  |
| F É V R I E R | 14        | Stranger in the Woods                   | Red Hound Films / Wonk                                                                 | Adam Newacheck (réalisateur) ; Holly Kenney (scénariste) ; Holly Kenney, Brendin Brown, Paris Nicole, Radek Antczak, Teddy Spencer | [ 53 ]  |
| F É V R I E R | 16        | This Is Me... Now: A Love Story         | Amazon MGM Studios / Nuyorican Productions                                             | Dave Meyers (réalisateur) ; Jennifer Lopez (scénariste) ; Jennifer Lopez, Fat Joe, Kim Petras, Post Malone, Sofía Vergara, Jenifer Lewis, Jay Shetty, Neil deGrasse Tyson, Sadhguru, Derek Hough, Ben Affleck | [ 54 ]  |
| F É V R I E R | 16        | Land of Bad                             | The Avenue / Highland Film Group                                                       | William Eubank (réalisateur/scénariste) ; David Frigerio (scénariste) ; Liam Hemsworth, Russell Crowe, Luke Hemsworth, Ricky Whittle, Milo Ventimiglia | [ 55 ]  |
| F É V R I E R | 16        | Bleeding Love                           | Vertical Entertainment / Killer Films                                                  | Emma Westenberg (réalisateur) ; Ruby Caster (scénariste) ; Clara McGregor, Ewan McGregor, Kim Zimmer, Devyn McDowell, Sasha Alexander, Jake Weary, Vera Bulder | [ 56 ]  |
| F É V R I E R | 16        | Lights Out                              | Quiver Distribution / Firebrand                                                        | Christian Sesma (réalisateur) ; Chad Law, Garry Charles (scénariste) ; Frank Grillo, Mekhi Phifer, Jaime King, Dermot Mulroney, Scott Adkins | [ 57 ]  |
| F É V R I E R | 16        | No Way Up                               | RLJE Films / Altitude Film Entertainment                                               | Claudio Fäh (en) (réalisateur) ; Andy Mayson (scénariste) ; Colm Meany, Phyllis Logan, Will Attenborough | [ 58 ]  |
| F É V R I E R | 16        | Altered Reality                         | K Street Pictures                                                                      | Don E. FauntLeRoy (réalisateur) ; Charles Agron (scénariste) ; Tobin Bell, Charles Agron, Alyona Khmara, Krista Dane Hoffman, Edward Asner, Lance Henriksen | [ 59 ]  |
| F É V R I E R | 22        | Lovely, Dark, and Deep                  | XYZ Films                                                                              | Teresa Sutherland (réalisateur/scénariste) ; Georgina Campbell, Nick Blood, Wai Ching Ho | [ 60 ]  |
| F É V R I E R | 23        | Drive-Away Dolls                        | Focus Features / Working Title Films                                                   | Ethan Coen (réalisateur/scénariste) ; Tricia Cooke (scénariste) ; Margaret Qualley, Geraldine Viswanathan, Beanie Feldstein, Colman Domingo, Pedro Pascal, Bill Camp, Matt Damon | [ 61 ]  |
| F É V R I E R | 23        | Ordinary Angels                         | Lionsgate / Kingdom Story Company / Vertigo Entertainment                              | Jon Gunn (réalisateur) ; Kelly Fremon Craig, Meg Tilly (scénariste) ; Hilary Swank, Alan Ritchson, Nancy Travis, Tamala Jones | [ 62 ]  |
| F É V R I E R | 23        | Mea Culpa                               | Netflix / Tyler Perry Studios                                                          | Tyler Perry (réalisateur/scénariste) ; Kelly Rowland, Trevante Rhodes, RonReaco Lee, Shannon Thornton, Angela Robinson | [ 63 ]  |
| F É V R I E R | 23        | Drugstore June                          | Shout! Studios / All Things Comedy / Utopia                                            | Nicholaus Goossen (réalisateur/scénariste) ; Esther Povitsky (scénariste) ; Esther Povitsky, Miranda Cosgrove, Bill Burr, Haley Joel Osment, Jackie Sandler, James Remar, Beverly D'Angelo | [ 64 ]  |
| F É V R I E R | 23        | Parallel                                | Vertical Entertainment                                                                 | Kourosh Ahari (réalisateur) ; Edwin Hodge, Aldis Hodge, Jonathan Keasey (scénariste) ; Danielle Deadwyler, Aldis Hodge, Edwin Hodge | [ 65 ]  |
| F É V R I E R | 23        | Red Right Hand                          | Redbox Entertainment / Magnolia Pictures                                               | Ian Nelms, Eshom Nelms (réalisateurs) ; Jonathan Easley (scénariste) ; Orlando Bloom, Andie MacDowell, Scott Haze, Garret Dillahunt, Mo McRae, Brian Geraghty | [ 66 ]  |
| F É V R I E R | 24        | Blue Christmas                          | Dreampost Media                                                                        | Max Allan Collins (réalisateur/scénariste) ; Rob Merritt, Alisabeth Von Presley, Chris Causey | [ 67 ]  |
| F É V R I E R | 27        | The Neon Highway                        | Sessions Production Payroll / Mountain Movies                                          | William Wages (réalisateur/scénariste) ; Phillip Rob Bellury (scénariste) ; Rob Mayes, Beau Bridges, Sam Hennings, T.J. Power, Lee Brice, Pam Tillis | [ 68 ]  |
| M A R S       | 1         | Dune, deuxième partie                   | Warner Bros. Pictures / Legendary Pictures                                             | Denis Villeneuve (réalisateur/scénariste) ; Jon Spaihts, Eric Roth (scénariste) ; Timothée Chalamet, Zendaya, Rebecca Ferguson, Josh Brolin, Austin Butler, Florence Pugh, Dave Bautista, Christopher Walken, Léa Seydoux, Souheila Yacoub, Stellan Skarsgård, Charlotte Rampling, Javier Bardem                                                                                  | [ 69 ]  |
| M A R S       | 1         | Spaceman                                | Netflix / Tango Entertainment                                                          | Johan Renck (réalisateur) ; Colby Day (scénariste) ; Adam Sandler, Carey Mulligan, Kunal Nayyar, Lena Olin, Isabella Rossellini, Paul Dano | [ 70 ]  |
| M A R S       | 1         | Megamind vs. the Doom Syndicate         | Peacock / DreamWorks Animation                                                         | Eric Fogel (réalisateur) ; Alan Schoolcraft, Brent Simons (scénariste) ; Keith Ferguson, Josh Brener, Maya Aoki Tuttle, Emily Tunon, Talon Warburton, Scott Adsit, Chris Sullivan, Tony Hale, Jeanine Mason, Adam Lambert | [ 71 ]  |
| M A R S       | 1         | Problemista                             | A24 / Fruit Tree                                                                       | Julio Torres (réalisateur/scénariste) ; Julio Torres, Tilda Swinton, RZA, Greta Lee, Catalina Saavedra, James Scully, Isabella Rossellini | [ 72 ]  |
| M A R S       | 1         | Outlaw Posse                            | Quiver Distribution                                                                    | Mario Van Peebles (réalisateur/scénariste) ; Mario Van Peebles, William Mapother, John Carroll Lynch, D.C. Young Fly, Mandela Van Peebles, Amber Reign Smith, Jake Manley, Allen Payne, Neal McDonough, Cam Gigandet, M. Emmet Walsh, Edward James Olmos, Cedric the Entertainer, Whoopi Goldberg                                                                                 | [ 73 ]  |
| M A R S       | 1         | Asleep in My Palm                       | Strike Back Studios                                                                    | Henry Nelson (réalisateur/scénariste) ; Tim Blake Nelson, Grant Harvey, Gus Birney, Chloë Kerwin | [ 74 ]  |
| M A R S       | 7         | Ricky Stanicky                          | Amazon MGM Studios                                                                     | Peter Farrelly (réalisateur/scénariste) ; Brian Jarvis, James L. Freeman, Jeffrey Bushell, Steve Oedekerk (scénariste) ; Zac Efron, John Cena, Jermaine Fowler (en), Andrew Santino, Lex Scott Davis, William H. Macy | [ 75 ]  |
| M A R S       | 7         | The Thundermans Return                  | Paramount+ / Nickelodeon Movies / Awesomeness Films                                    | Trevor Kirschner (réalisateur) ; Sean William Cunningham, Marc Dworkin, Jed Spingarn, Eric Donald (scénariste) ; Kira Kosarin, Jack Griffo, Diego Velazquez, Diego Velazquez, Maya Le Clark, Chris Tallman, Rosa Blasi | [ 76 ]  |
| M A R S       | 8         | Kung Fu Panda 4                         | Universal Pictures / DreamWorks Animation                                              | Mike Mitchell (réalisateur) ; Jonathan Aibel, Glenn Berger, Darren Lemke (scénariste) ; Jack Black, Awkwafina, Bryan Cranston, James Hong, Ian McShane, Ke Huy Quan, Dustin Hoffman, Viola Davis | [ 77 ]  |
| M A R S       | 8         | Damsel                                  | Netflix / Roth/Kirschenbaum Films                                                      | Juan Carlos Fresnadillo (réalisateur) ; Dan Mazeau (scénariste) ; Millie Bobby Brown, Ray Winstone, Nick Robinson, Shohreh Aghdashloo, Angela Bassett, Robin Wright | [ 78 ]  |
| M A R S       | 8         | Imaginary                               | Lionsgate / Blumhouse Productions                                                      | Jeff Wadlow (réalisateur/scénariste) ; Greg Erb, Jason Oremland (scénariste) ; DeWanda Wise, Tom Payne, Taegen Burns, Pyper Braun, Veronica Falcón, Betty Buckley | [ 79 ]  |
| M A R S       | 8         | Love Lies Bleeding                      | A24 / Film4                                                                            | Rose Glass (réalisateur/scénariste) ; Weronika Tofilska (scénariste) ; Kristen Stewart, Katy O'Brian, Ed Harris, Jena Malone, Anna Baryshnikov, Dave Franco | [ 80 ]  |
| M A R S       | 8         | Cabrini                                 | Angel Studios (en)                                                                     | Alejandro Monteverde (en) (réalisateur) ; Rod Barr (scénariste) ; Cristiana Dell'Anna, David Morse, Romana Maggiora Vergano, Federico Ielapi, Virginia Bocelli, Rolando Villazón, Giancarlo Giannini, John Lithgow | [ 81 ]  |
| M A R S       | 8         | Accidental Texan                        | Roadside Attractions                                                                   | Mark Bristol (réalisateur) ; Julie B. Denny (scénariste) ; Thomas Haden Church, Rudy Pankow, Carrie-Anne Moss, Bruce Dern | [ 82 ]  |
| M A R S       | 8         | American Dreamer                        | Vertical Entertainment                                                                 | Paul Dektor (réalisateur) ; Theodore Melfi (scénariste) ; Peter Dinklage, Shirley MacLaine, Matt Dillon, Danny Glover, Kimberly Quinn, Danny Pudi, Michelle Mylett | [ 83 ]  |
| M A R S       | 8         | Night Shift                             | Quiver Distribution                                                                    | Paul China, Benjamin China (réalisateurs/scénaristes) ; Phoebe Tonkin, Lamorne Morris, Madison Hu | [ 84 ]  |
| M A R S       | 8         | Glitter & Doom                          | Music Box Films                                                                        | Tom Gustafson (réalisateur) ; Cory Krueckeberg (scénariste) ; Alex Diaz, Alan Cammish, Ming-Na Wen, Missi Pyle | [ 85 ]  |
| M A R S       | 11        | The Primevals                           | Full Moon Entertainment / Castel Film Romania                                          | David W. Allen (réalisateur/scénariste) ; Randall William Cook (scénariste) ; Richard Joseph Paul, Juliet Mills, Leon Russom, Walker Brandt, Robert Cornthwaite | [ 86 ]  |
| M A R S       | 13        | Little Wing                             | Paramount+ / Awesomeness Films                                                         | Dean Israelite (réalisateur) ; John Gatins (scénariste) ; Brian Cox, Kelly Reilly, Brooklynn Prince, Che Tafari, Lowell Deo, Trinity Jo-Li Bliss | [ 87 ]  |
| M A R S       | 15        | Arthur the King                         | Lionsgate / Entertainment One                                                          | Simon Cellan Jones (réalisateur) ; Michael Brandt (scénariste) ; Mark Wahlberg, Simu Liu, Juliet Rylance, Nathalie Emmanuel, Ali Suliman, Bear Grylls, Paul Guilfoyle | [ 88 ]  |
| M A R S       | 15        | The American Society of Magical Negroes | Focus Features                                                                         | Kobi Libbi (réalisateur/scénariste) ; Justice Smith, David Alan Grier, An-Li Bogan, Drew Tarver, Michaela Watkins, Rupert Friend, Nicole Byer | [ 89 ]  |
| M A R S       | 15        | Shirley                                 | Netflix / Participant / Royal Ties Productions                                         | John Ridley (réalisateur/scénariste) ; Regina King, Lance Reddick, Lucas Hedges, Brian Stokes Mitchell, Christina Jackson, Michael Cherrie, Dorian Missick, Amirah Vann, André Holland, Terrence Howard | [ 90 ]  |
| M A R S       | 15        | Irish Wish                              | Netflix / Motion Picture Corporation of America                                        | Janeen Damian (réalisateur) ; Kirsten Hansen (scénariste) ; Lindsay Lohan, Ed Speleers, Alexander Vlahos, Ayesha Curry, Elizabeth Tan, Jane Seymour | [ 91 ]  |
| M A R S       | 15        | One Life                                | Bleecker Street / BBC Film / FilmNation Entertainment                                  | James Hawes (réalisateur) ; Lucinda Coxon, Nick Drake (scénariste) ; Anthony Hopkins, Helena Bonham Carter, Johnny Flynn, Lena Olin, Romola Garai, Alex Sharp, Jonathan Pryce | [ 92 ]  |
| M A R S       | 15        | Knox Goes Away                          | Saban Films / FilmNation Entertainment / Brookstreet Pictures                          | Michael Keaton (réalisateur) ; Gregory Poirier (scénariste) ; Michael Keaton, Al Pacino, Marcia Gay Harden, James Marsden, Suzy Nakamura, John Hoogenakker, Joanna Kulig, Ray McKinnon, Lela Loren | [ 93 ]  |
| M A R S       | 15        | Snack Shack                             | Republic Pictures / MRC / T-Street                                                     | Adam Carter Rehmeier (réalisateur/scénariste) ; Conor Sherry, Gabriel LaBelle, Mika Abdalla, David Costabile, Nick Robinson | [ 94 ]  |
| M A R S       | 19        | Bardejov                                | Gravitas Ventures                                                                      | Danny A. Abeckaser (réalisateur) ; Shmuel Lynn (scénariste) ; Danny A. Abeckaser, Julian Brass, Robert Davi, Kyle Stefanski, Dean Miroshnikov, Darren Weiss, Omer Hazan | [ 95 ]  |
| M A R S       | 21        | Road House                              | Amazon Prime Video / Metro-Goldwyn-Mayer / Silver Pictures                             | Doug Liman (réalisateur) ; Anthony Bagarozzi, Chuck Mondry (scénariste) ; Jake Gyllenhaal, Daniela Melchior, Billy Magnussen, Jessica Williams, Darren Barnet, Arturo Castro, J.D. Pardo, Conor McGregor | [ 75 ]  |
| M A R S       | 21        | Earlybird                               | Good Deed Entertainment                                                                | Martin Kaszubowski (réalisateur/scénariste) ; Joshua Koopman, Chloe Skoczen, Mark Fearon, Meredith Johnston, Julie Pope | [ 96 ]  |
| M A R S       | 22        | SOS Fantômes : La Menace de glace       | Columbia Pictures / Ghost Corps / Bron Creative                                        | Gil Kenan (réalisateur/scénariste) ; Jason Reitman (scénariste) ; Paul Rudd, Carrie Coon, Finn Wolfhard, Mckenna Grace, Kumail Nanjiani, Patton Oswalt, Celeste O'Connor, Logan Kim, Emily Alyn Lind, James Acaster, Bill Murray, Dan Aykroyd, Ernie Hudson, Annie Potts, William Atherton                                                                                        | [ 97 ]  |
| M A R S       | 22        | Immaculate                              | Neon / Black Bear Pictures                                                             | Michael Mohan (réalisateur) ; Andrew Lobel (scénariste) ; Sydney Sweeney, Álvaro Morte, Benedetta Porcaroli, Dora Romano, Giorgio Colangeli, Simona Tabasco | [ 98 ]  |
| M A R S       | 22        | Late Night with the Devil               | IFC Films / Shudder / AGC Studios                                                      | Cameron et Colin Cairnes (réalisateurs/scénaristes) ; David Dastmalchian, Laura Gordon, Ian Bliss, Fayssal Bazzi, Ingrid Torelli, Rhys Auteri, Georgina Haig, Josh Quong Tart | [ 99 ]  |
| M A R S       | 22        | Sleeping Dogs                           | The Avenue / Nickel City Productions / Highland Film Group                             | Adam Cooper (réalisateur/scénariste) ; Bill Collage (scénariste) ; Russell Crowe, Karen Gillan, Marton Csokas, Thomas M. Wright, Harry Greenwood, Tommy Flanagan | [ 100 ] |
| M A R S       | 22        | The Casagrandes Movie                   | Netflix / Nickelodeon Movies                                                           | Miguel Puga (réalisateur) ; Tony Gama-Lobo, Rebecca May, Lalo Alcaraz, Rosemary Contreras (scénaristes) ; Izabella Alvarez, Carlos PenaVega, Sumalee Montano, Sonia Manzano, Ruben Garfias, Carlos Alazraqui, Roxana Ortega, Alexa PenaVega, Jared Kozak, Alex Cazares, Cristina Milizia, Paulina Chávez, Angélica Aragón, Kate del Castillo, Cristo Fernández, Dee Bradley Baker | [ 101 ] |
| M A R S       | 22        | Peter Five Eight                        | Invincible Entertainment                                                               | Michael Zaiko Hall (réalisateur/scénariste) ; Kevin Spacey, Jet Jandreau, Rebecca De Mornay, Jake Weber | [ 102 ] |
| M A R S       | 22        | Riddle of Fire                          | Vinegar Syndrome / Yellow Veil Pictures                                                | Weston Razooli (réalisateur/scénariste) ; Lio Tipton, Charles Halford, Danielle Hoetmer, Lorelei Olivia Mote, Austin Archer, Charlie Stover | [ 103 ] |
| M A R S       | 22        | Free Time                               | Cartilage Films                                                                        | Ryan Martin Brown (réalisateur/scénariste) ; Colin Burgess, Rajat Suresh, Holmes, James Webb, Eric Yates, Jessie Pinnick, Rebecca Bulnes | [ 104 ] |
| M A R S       | 26        | Easter Bloody Easter                    | WallyBird Productions                                                                  | Diane Foster (réalisateur) ; Allison Lobel (scénariste) ; Miles Cooper, Diane Foster, Kelly Grant, Allison Lobel, Zuri Starks, D'Andre Noiré | [ 105 ] |
| M A R S       | 29        | Godzilla x Kong: The New Empire         | Warner Bros. Pictures / Legendary Pictures                                             | Adam Wingard (réalisateur) ; Terry Rossio, Simon Barrett, Jeremy Slater (scénaristes) ; Rebecca Hall, Brian Tyree Henry, Dan Stevens, Kaylee Hottle, Alex Ferns, Fala Chen | [ 106 ] |
| M A R S       | 29        | Asphalt City                            | Roadside Attractions / Vertical Entertainment / FilmNation Entertainment               | Jean-Stéphane Sauvaire (réalisateur) ; Ryan King, Ben Mac Brown (scénaristes) ; Tye Sheridan, Sean Penn, Katherine Waterston, Michael Pitt, Mike Tyson, Raquel Nave, Kali Reis | [ 107 ] |
| M A R S       | 29        | The Listener                            | Vertical Entertainment                                                                 | Steve Buscemi (réalisateur) ; Alessandro Camon (scénariste) ; Tessa Thompson | [ 108 ] |
| M A R S       | 29        | Lousy Carter                            | Magnolia Pictures                                                                      | Bob Byington (réalisateur/scénariste) ; David Krumholtz, Martin Starr, Olivia Thirlby, Jocelyn DeBoer, Trieste Kelly Dunn, Stephen Root, Macon Blair | [ 109 ] |

## Avril–juin
| Ouverture | Ouverture | Titre                                                    | Société de production                                                          | Réalisation et distribution | Ref.    |
| --------- | --------- | -------------------------------------------------------- | ------------------------------------------------------------------------------ | --- | ------- |
| A V R I L | 4         | Música                                                   | Amazon MGM Studios / Wonderland Sound and Vision                               | Rudy Mancuso (réalisateur/scénariste); Dan Lagana (scénariste); Rudy Mancuso, Camila Mendes, J.B. Smoove, Francesca Reale, Maria Mancuso | [ 75 ]  |
| A V R I L | 5         | Monkey Man                                               | Universal Pictures / Bron Studios / Thunder Road Films / Monkeypaw Productions | Dev Patel (réalisateur/scénariste); Paul Angunawela, John Collee (scénariste); Dev Patel, Sharlto Copley, Pitobash Tripathy, Vipin Sharma (en), Sikandar Kher (en), Adithi Kalkunte, Sobhita Dhulipala, Ashwini Kalsekar (en), Makarand Deshpande, Jatin Malik, Zakir Hussain               | [ 110 ] |
| A V R I L | 5         | The First Omen                                           | 20th Century Studios                                                           | Arkasha Stevenson (réalisateur/scénariste); Tim Smith, Keith Thomas (scénariste); Nell Tiger Free, Tawfeek Barhom, Sônia Braga, Ralph Ineson, Bill Nighy, Charles Dance | [ 111 ] |
| A V R I L | 5         | The Greatest Hits                                        | Searchlight Pictures / Hulu                                                    | Ned Benson (réalisateur/scénariste); Lucy Boynton, Justin H. Min, David Corenswet, Austin Crute | [ 112 ] |
| A V R I L | 5         | Parachute                                                | Vertical Entertainment                                                         | Brittany Snow (réalisateur/scénariste); Becca Gleason (scénariste); Courtney Eaton, Thomas Mann, Scott Mescudi, Francesca Reale, Gina Rodriguez, Joel McHale, Kathryn Gallagher, Dave Bautista, Chrissie Fit, Lukas Gage, Kelley Jakle, Jennifer Westfeldt, Bunny Gibson                    | [ 113 ] |
| A V R I L | 5         | Strictly Confidential                                    | Lionsgate                                                                      | Damian Hurley (réalisateur/scénariste); Elizabeth Hurley, Georgia Lock, Lauren McQueen, Freddie Thorp, Genevieve Gaunt, Pear Chiravara, Max Parker, Llyrio Boateng | [ 114 ] |
| A V R I L | 5         | A Bit of Light                                           | Quiver Distribution / ICM Partners                                             | Stephen Moyer (réalisateur); Rebecca Callard (scénariste); Anna Paquin, Ray Winstone, Pippa Bennett-Warner, Youssef Kerkour | [ 115 ] |
| A V R I L | 5         | The People's Joker                                       | Altered Innocence / Haunted Gay Ride Productions                               | Vera Drew (réalisateur/scénariste); Bri LeRose (scénariste); Vera Drew, Lynn Downey, Griffin Kramer, Kane Distler, Nathan Faustyn, Phil Braun, David Liebe Hart, Scott Aukerman, Tim Heidecker, Maria Bamford, Bob Odenkirk                                                                 | [ 116 ] |
| A V R I L | 5         | Housekeeping for Beginners                               | Focus Features / Tango Entertainment                                           | Goran Stolevski (réalisateur/scénariste); Anamaria Marinca, Alina Șerban, Samson Selim, Vladimir Tintor | [ 117 ] |
| A V R I L | 5         | Model House                                              | Shout! Studios / Rebellium Films                                               | Derek Pike (réalisateur/scénariste); Scout Taylor-Compton, Ryan Merriman, Chris Zylka, Lexi Atkins, Randy Wayne | [ 118 ] |
| A V R I L | 12        | Civil War                                                | A24 / DNA Films / IPR.VC                                                       | Alex Garland (réalisateur/scénariste); Kirsten Dunst, Wagner Moura, Cailee Spaeny, Stephen McKinley Henderson, Sonoya Mizuno, Nick Offerman, Jesse Plemons | [ 119 ] |
| A V R I L | 12        | Rebel Moon – Part Two: The Scargiver                     | Netflix / The Stone Quarry                                                     | Zack Snyder (réalisateur); Kurt Johnstad, Shay Hatten (scénariste); Sofia Boutella, Charlie Hunnam, Michiel Huisman, Djimon Hounsou, Ray Fisher, Cleopatra Coleman, Jena Malone, Ed Skrein, Fra Fee, Anthony Hopkins                                                                        | [ 120 ] |
| A V R I L | 12        | Damaged                                                  | Lionsgate / Signature Entertainment                                            | Terry McDonough (réalisateur); Koji Steven Sakai, Gianni Capaldi, Paul Aniello (scénariste); Samuel L. Jackson, Vincent Cassel, Gianni Capaldi, Kate Dickie, John Hannah, Mark Holden | [ 121 ] |
| A V R I L | 12        | The Absence of Eden                                      | Roadside Attractions / Vertical Entertainment / Ingenious Media                | Marco Perego (réalisateur/scénariste); Rick Rapoza (scénariste); Zoe Saldaña, Garrett Hedlund, Adria Arjona, Tom Waits | [ 122 ] |
| A V R I L | 12        | Sasquatch Sunset                                         | Bleecker Street                                                                | Nathan Zellner, David Zellner (réalisateurs); David Zellner (scénariste); Riley Keough, Jesse Eisenberg | [ 123 ] |
| A V R I L | 12        | Sweet Dreams                                             | Paramount Pictures / The Barnum Picture Company                                | Lije Sarki (réalisateur/scénariste); Johnny Knoxville, Mo Amer, Theo Von, Kate Upton, Bobby Lee | [ 124 ] |
| A V R I L | 12        | Woody Woodpecker Goes to Camp                            | Netflix / Universal 1440 Entertainment                                         | Jon Rosenbaum (réalisateur); Cory Edwards, Jim Martin, Stephen Mazur (scénariste); Eric Bauza, Kevin Michael Richardson, Tom Kenny, Mary-Louise Parker, Josh Lawson | [ 101 ] |
| A V R I L | 12        | LaRoy, Texas                                             | Brainstorm Media / Adastra Films                                               | Shane Atkinson (réalisateur/scénariste); John Magaro, Steve Zahn, Megan Stevenson, Matthew Del Negro, Dylan Baker | [ 125 ] |
| A V R I L | 12        | The Long Game                                            | Mucho Mas Releasing / Fifth Season                                             | Julio Quintana (réalisateur/scénariste); Paco Farias, Jennifer C. Stetson (scénariste) Jay Hernandez, Julian Works, Jaina Lee Ortiz, Brett Cullen, Oscar Nuñez, Paulina Chávez, Gregory Diaz IV, José Julián, Cheech Marin, Dennis Quaid                                                    | [ 126 ] |
| A V R I L | 12        | Arcadian                                                 | RLJE Films / Saturn Films                                                      | Ben Brewer (réalisateur); Michael Nilon (scénariste); Nicolas Cage, Jaeden Martell, Maxwell Jenkins, Sadie Soverall | [ 127 ] |
| A V R I L | 12        | Don't Tell Mom the Babysitter's Dead                     | Iconic Events Releasing / BET+                                                 | Wade Allain-Marcus (réalisateur); Chuck Hayward (scénariste); Simone Joy Jones, Nicole Richie, June Squibb, Jermaine Fowler (en), Ms. Pat, Gus Kenworthy | [ 128 ] |
| A V R I L | 12        | Sting                                                    | Well Go USA Entertainment                                                      | Kiah Roache-Turner (réalisateur/scénariste); Ryan Corr, Alyla Browne, Penelope Mitchell, Robyn Nevin, Noni Hazlehurst, Silvia Colloca, Danny Kim, Jermaine Fowler (en) | [ 129 ] |
| A V R I L | 19        | The Ministry of Ungentlemanly Warfare                    | Lionsgate / Black Bear Pictures / Jerry Bruckheimer Films                      | Guy Ritchie (réalisateur/scénariste); Arash Amel, Eric Johnson, Paul Tamasy (scénariste); Henry Cavill, Eiza González, Alan Ritchson, Alex Pettyfer, Hero Fiennes-Tiffin, Babs Olusanmokun, Henrique Zaga, Til Schweiger, Henry Golding, Cary Elwes                                         | [ 130 ] |
| A V R I L | 19        | Abigail                                                  | Universal Pictures / Radio Silence Productions                                 | Matt Bettinelli-Olpin, Tyler Gillett (réalisateurs); Stephen Sheilds, Guy Busick (scénariste); Melissa Barrera, Dan Stevens, Alisha Weir, Kathryn Newton, Will Catlett, Kevin Durand, Angus Cloud, Giancarlo Esposito                                                                       | [ 131 ] |
| A V R I L | 19        | We Grown Now                                             | Sony Pictures Classics / Stage 6 Films (en) / Participant                      | Minhal Baig (réalisateur/scénariste); Blake Cameron James, Gian Knight Ramirez, S. Epatha Merkerson, Avery Holliday, Ora Jones, Lil Rel Howery, Jurnee Smollett | [ 132 ] |
| A V R I L | 19        | Blood for Dust                                           | The Avenue                                                                     | Rod Blackhurst (réalisateur); David Ebeltoft (scénariste); Scoot McNairy, Kit Harington, Josh Lucas, Stephen Dorff | [ 133 ] |
| A V R I L | 19        | Stress Positions                                         | Neon                                                                           | Theda Hammel (réalisateur/scénariste); John Early, Theda Hammel, Qaher Harhash, Amy Zimmer, Faheem Ali, Rebecca F. Wright, Davidson Obennebo, John Roberts | [ 134 ] |
| A V R I L | 19        | Hard Miles                                               | Blue Fox Entertainment                                                         | R.J. Daniel Hanna (réalisateur/scénariste); Christian Sander (scénariste); Matthew Modine, Cynthia McWilliams, Jahking Guillory, Leslie David Baker, Sean Astin | [ 135 ] |
| A V R I L | 19        | Hanky Panky                                              | A Group of Ferrets / Happy Canyon Club                                         | Nick Roth, Lindsey Haun (réalisateurs); Nick Roth (scénariste); Seth Green, Jacob DeMonte-Finn, Clare Grant, Toby Brian, Lindsey Haun, Christina Laskay | [ 136 ] |
| A V R I L | 23        | Downtown Owl                                             | Stage 6 Films (en)                                                             | Hamish Linklater, Lily Rabe (réalisateurs); Hamish Linklater (scénariste); Lily Rabe, Ed Harris, Vanessa Hudgens, August Blanco Rosenstein, Jack Dylan Grazer, Arianna Jaffier, Finn Wittrock, Henry Golding                                                                                | [ 137 ] |
| A V R I L | 26        | Challengers                                              | Metro-Goldwyn-Mayer / Pascal Pictures                                          | Luca Guadagnino (réalisateur); Justin Kuritzkes (scénariste); Zendaya, Josh O'Connor, Mike Faist | [ 138 ] |
| A V R I L | 26        | Boy Kills World                                          | Lionsgate / Roadside Attractions / Vertigo Entertainment                       | Mortiz Mohr (réalisateur); Tyler Burton Smith, Arend Remmers (scénariste); Bill Skarsgård, Jessica Rothe, Michelle Dockery, Brett Gelman, Isaiah Mustafa, Yayan Ruhian, Andrew Koji, Sharlto Copley, H. Jon Benjamin, Famke Janssen                                                         | [ 139 ] |
| A V R I L | 26        | Unsung Hero                                              | Lionsgate / Kingdom Story Company                                              | Richard Ramsey, Joel Smallbone (réalisateurs/scénaristes); Joel Smallbone, Daisy Betts, Kirrilee Berger, Jonathan Jackson, Candace Cameron Bure, Lucas Black | [ 140 ] |
| A V R I L | 26        | Breathe                                                  | Variance Films / Thunder Road Films                                            | Stefon Bristol (réalisateur); Doug Simon (scénariste); Jennifer Hudson, Milla Jovovich, Quvenzhané Wallis, Common, Sam Worthington | [ 141 ] |
| A V R I L | 26        | Humane                                                   | IFC Films / Elevation Pictures / XYZ Films                                     | Caitlin Cronenberg (réalisateur); Michael Sparaga (scénariste); Jay Baruchel, Emily Hampshire, Peter Gallagher | [ 142 ] |
| A V R I L | 26        | The Feeling That the Time for Doing Something Has Passed | Magnolia Pictures                                                              | Joanna Arnow (réalisateur/scénariste); Scott Cohen, Babak Tafti, Joanna Arnow, Michael Cyril Creighton, Alysia Reiner, Keith Poulson, Peter Vack | [ 143 ] |
| A V R I L | 26        | Cash Out                                                 | Saban Films                                                                    | Ives (réalisateur); Dipo Oseni, Doug Richardson (scénariste); John Travolta, Kristin Davis, Lukas Haas, Quavo, Sean Astin | [ 144 ] |
| A V R I L | 26        | Bloodline Killer                                         | Vertical Entertainment                                                         | Ante Novakovic (réalisateur); Anthony and James Gaudioso (scénaristes); Shawnee Smith, Taryn Manning, Drew Moerlein, James Gaudioso, Montanna Gillis, Kresh Novakovic, Adam Shippey, Anthony Gaudioso, Bruce Dern, Tyrese Gibson                                                            | [ 145 ] |
| M A I     | 2         | The Idea of You                                          | Amazon MGM Studios                                                             | Michael Showalter (réalisateur/scénariste); Jennifer Westfeldt (scénariste); Anne Hathaway, Nicholas Galitzine | [ 75 ]  |
| M A I     | 2         | Turtles All the Way Down                                 | Max / Warner Bros. Pictures / New Line Cinema                                  | Hannah Marks (réalisateur); Elizabeth Berger, Isaac Aptaker (scénariste); Isabela Merced, Cree Cicchino, Felix Mallard, Judy Reyes, Maliq Johnson, J. Smith-Cameron, Poorna Jagannathan, Hannah Marks                                                                                       | [ 146 ] |
| M A I     | 3         | The Fall Guy                                             | Universal Pictures / 87North Productions                                       | David Leitch (réalisateur); Drew Pearce (scénariste); Ryan Gosling, Emily Blunt, Aaron Taylor-Johnson, Hannah Waddingham, Teresa Palmer, Stephanie Hsu, Winston Duke | [ 147 ] |
| M A I     | 3         | Tarot                                                    | Screen Gems / Alloy Entertainment                                              | Spenser Cohen, Anna Halberg (réalisateurs/scénaristes); Harriet Slater, Adain Bradley, Avantika, Wolfgang Novogratz, Humberly González, Larsen Thompson, Jacob Batalon | [ 148 ] |
| M A I     | 3         | Unfrosted                                                | Netflix / Columbus 81 Productions                                              | Jerry Seinfeld (réalisateur/scénariste); Spike Feresten, Barry Marder, Andy Robin (scénariste); Jerry Seinfeld, Melissa McCarthy, Jim Gaffigan, Max Greenfield, Hugh Grant, Amy Schumer | [ 101 ] |
| M A I     | 3         | I Saw the TV Glow                                        | A24 / Fruit Tree / Access Entertainment                                        | Jane Schoenbrun (réalisateur/scénariste); Justice Smith, Brigette Lundy-Paine, Ian Foreman, Helena Howard, Fred Durst, Danielle Deadwyler | [ 149 ] |
| M A I     | 3         | Wildcat                                                  | Oscilloscope Laboratories                                                      | Ethan Hawke (réalisateur/scénariste); Maya Hawke, Rafael Casal, Philip Ettinger, Cooper Hoffman, Steve Zahn, Laura Linney | [ 150 ] |
| M A I     | 3         | Prom Dates                                               | Hulu                                                                           | Kim O. Nguyen (réalisateur); D.J. Mausner (scénariste); Kenny Ridwan, Julia Lester, Antonia Gentry, JT Neal, Jordan Buhat, Zión Moreno, Terry Hu, John Michael Higgins, Chelsea Handler | [ 151 ] |
| M A I     | 3         | Chief of Station                                         | Vertical Entertainment                                                         | Jesse V. Johnson (réalisateur); George Mahaffey (scénariste); Aaron Eckhart, Olga Kurylenko, Alex Pettyfer, Daniel Bernhardt, Chris Petrovski, Nick Moran, James Faulkner, Laëtitia Eïdo, Nina Bergman                                                                                      | [ 152 ] |
| M A I     | 3         | Nouvelle Vie                                             | Brainstorm Media / XYZ Films                                                   | John Rosman (réalisateur/scénariste); Sonya Walger, Hayley Erin, Tony Amendola | [ 153 ] |
| M A I     | 3         | Lost Soulz                                               | Kino Lorber                                                                    | Katherine Propper (réalisateur/scénariste); Sauve Sidle, Alexander Brackney, Krystall Poppin, Aaron Melloul, Malachi Mabson, Tauran Ambroise, Siyanda Stillwell | [ 154 ] |
| M A I     | 9         | Mother of the Bride                                      | Netflix / Living Films                                                         | Mark Waters (réalisateur); Robin Bernheim (scénariste); Brooke Shields, Miranda Cosgrove, Benjamin Bratt, Chad Michael Murray, Rachael Harris |         |
| M A I     | 10        | Kingdom of the Planet of the Apes                        | 20th Century Studios / Chernin Entertainment                                   | Wes Ball (réalisateur); Josh Friedman (scénariste); Owen Teague, Freya Allan, Kevin Durand, Peter Macon, William H. Macy | [ 155 ] |
| M A I     | 10        | Poolman                                                  | Vertical Entertainment / AGC Studios                                           | Chris Pine (réalisateur/scénariste); Ian Gotler (scénariste); Chris Pine, Annette Bening, DeWanda Wise, Stephen Tobolowsky, Clancy Brown, John Ortiz, Ray Wise, Jennifer Jason Leigh, Danny DeVito                                                                                          | [ 156 ] |
| M A I     | 10        | Not Another Church Movie                                 | Briarcliff Entertainment                                                       | James Michael Cummings (réalisateur); Johnny Mack (réalisateur/scénariste); Kevin Daniels, Mickey Rourke, Vivica A. Fox, Kyla Pratt, Lamorne Morris, Tisha Campbell, Jasmine Guy, Jamie Foxx                                                                                                | [ 157 ] |
| M A I     | 10        | Last Stop : Yuma County                                  | Well Go USA Entertainment                                                      | Francis Galluppi (réalisateur/scénariste); Jim Cummings, Jocelin Donahue, Richard Brake, Faizon Love, Michael Abbott Jr. | [ 158 ] |
| M A I     | 10        | The Image of You                                         | Republic Pictures                                                              | Jeff Fisher (réalisateur); Chris Sivertson (scénariste); Sasha Pieterse, Parker Young, Nestor Carbonell, Mira Sorvino | [ 159 ] |
| M A I     | 10        | Gasoline Rainbow                                         | Mubi / XTR                                                                     | Bill Ross IV et Turner Ross (réalisateurs/scénaristes); Tony Abuerto, Micah Bunch, Nichole Dukes, Nathaly Garcia, Makai Garza | [ 160 ] |
| M A I     | 17        | IF                                                       | Paramount Pictures / Sunday Night Productions / Maximum Effort                 | John Krasinski (réalisateur/scénariste); Cailey Fleming, Ryan Reynolds, John Krasinski, Fiona Shaw, Phoebe Waller-Bridge, Louis Gossett Jr., Alan Kim (en), Liza Colón-Zayas, Steve Carell                                                                                                  | [ 161 ] |
| M A I     | 17        | The Strangers: Chapter 1                                 | Lionsgate                                                                      | Renny Harlin (réalisateur); Alan R. Cohen, Alan Freedland, Amber Loutfi (scénaristes); Madelaine Petsch, Froy Gutierrez, Gabriel Basso, Ema Horvath | [ 162 ] |
| M A I     | 17        | Back to Black                                            | Focus Features / StudioCanal / Monumental Pictures                             | Sam Taylor-Johnson (réalisateur); Matt Greenhalgh (scénariste); Marisa Abela, Jack O'Connell, Eddie Marsan, Lesley Manville | [ 163 ] |
| M A I     | 17        | Thelma the Unicorn                                       | Netflix / Netflix Animation / Scholastic Entertainment                         | Jared Hess, Lynn Wang (réalisateurs); Jared et Jerusha Hess (scénaristes); Brittany Howard, Will Forte, Jemaine Clement, Edi Patterson (en), Fred Armisen, Zach Galifianakis, Jon Heder | [ 164 ] |
| M A I     | 17        | Babes                                                    | Neon / FilmNation Entertainment                                                | Pamela Adlon (réalisateur); Ilana Glazer, Josh Rabinowitz (scénaristes); Ilana Glazer, Michelle Buteau, John Carroll Lynch, Hasan Minhaj | [ 165 ] |
| M A I     | 17        | You Can't Run Forever                                    | Lionsgate / Voltage Pictures (en)                                              | Michelle Schumacher (réalisateur/scénariste); Carolyn Carpenter (scénariste); J. K. Simmons, Allen Leech, Fernanda Urrejola, Isabelle Anaya, Nathan Vincenti | [ 166 ] |
| M A I     | 21        | Darkness of Man                                          | Saban Films                                                                    | James Cullen Bressack (réalisateur/scénariste); Alethea Hnatko-Cho (scénariste); Jean-Claude Van Damme, Kristanna Loken, Emerson Min, Spencer Breslin, Sticky Fingaz, Shannen Doherty | [ 167 ] |
| M A I     | 21        | Dead Wrong                                               | Mill Creek Entertainment                                                       | Rick Bieber (réalisateur/scénariste); Kenneth Clark (scénariste); Derek Smith, Katrina Bowden, Rob Schneider, Cress Williams | [ 168 ] |
| M A I     | 23        | Reunion                                                  | Lionsgate / Republic Pictures                                                  | Chris Nelson (réalisateur); Jake Emanuel, Willie Block (scénaristes); Lil Rel Howery, Billy Magnussen, Jillian Bell, Cassandra Blair, Nina Dobrev, Chace Crawford, Jamie Chung, Michael Hitchcock, Dianne Doan                                                                              | [ 169 ] |
| M A I     | 24        | Furiosa: A Mad Max Saga                                  | Warner Bros. Pictures / Kennedy Miller Mitchell                                | George Miller (réalisateur/scénariste); Nico Lathouris (scénariste); Anya Taylor-Joy, Chris Hemsworth, Tom Burke, Alyla Browne | [ 170 ] |
| M A I     | 24        | The Garfield Movie                                       | Columbia Pictures / Alcon Entertainment                                        | Mark Dindal (réalisateur); Paul A. Kaplan, Mark Torgove, David Reynolds (scénaristes); Chris Pratt, Samuel L. Jackson, Hannah Waddingham, Ving Rhames, Nicholas Hoult, Cecily Strong, Harvey Guillén, Brett Goldstein, Bowen Yang, Snoop Dogg                                               | [ 171 ] |
| M A I     | 24        | Atlas                                                    | Netflix / Nuyorican Productions / Berlanti-Schechter Films                     | Brad Peyton (réalisateur); Leo Sardarian, Aron Eli Coleite (scénaristes); Jennifer Lopez, Simu Liu, Sterling K. Brown, Mark Strong | [ 172 ] |
| M A I     | 24        | Hit Man                                                  | Netflix / Aggregate Films / AGC Studios                                        | Richard Linklater (réalisateur/scénariste); Glen Powell (scénariste); Glen Powell, Adria Arjona, Austin Amelio, Retta, Molly Bernard | [ 173 ] |
| M A I     | 24        | Sight                                                    | Angel Studios (en)                                                             | Andrew Hyatt (réalisateur/scénariste); John Duigan, Buzz McLaughlin (scénaristes); Terry Chen, Greg Kinnear, Danni Wang, Raymond Ma, Bennet Wang, Jayden Zhang, Wai Ching Ho, Fionnula Flanagan                                                                                             | [ 174 ] |
| M A I     | 24        | The Keeper                                               | Lama Entertainment                                                             | Angus Benfield (réalisateur); Todd Tavolazzi (scénariste); Angus Benfield, Haley Babula, Michael Maclane, Nicolas Asad, Andrew Ferguson, Kameron Whitaker, Lance Bonza | [ 175 ] |
| M A I     | 28        | The Legend of Catclaws Mountain                          | Lionsgate Home Entertainment                                                   | Ritchie Greer (réalisateur/scénariste); Bob Lee Dysinger (scénariste); Hayden Hishaw, James Duval, Robert Davi, Dee Wallace, Ilia Volok, Ricco Ross | [ 176 ] |
| M A I     | 31        | Young Woman and the Sea                                  | Walt Disney Pictures / Jerry Bruckheimer Films                                 | Joachim Rønning (réalisateur); Jeff Nathanson (scénariste); Daisy Ridley, Tilda Cobham-Hervey, Stephen Graham, Kim Bodnia, Christopher Eccleston, Glenn Fleshler | [ 177 ] |
| M A I     | 31        | Ezra                                                     | Bleecker Street                                                                | Tony Goldwyn (réalisateur); Tony Spiridakis (scénariste); Bobby Cannavale, Rose Byrne, Vera Farmiga, Whoopi Goldberg, Rainn Wilson, Tony Goldwyn, William A. Fitzgerald, Robert De Niro | [ 178 ] |
| M A I     | 31        | Summer Camp                                              | Roadside Attractions                                                           | Castille Landon (en) (réalisateur/scénariste); Diane Keaton, Kathy Bates, Alfre Woodard, Josh Peck, Eugene Levy, Beverly D'Angelo, Dennis Haysbert | [ 179 ] |
| M A I     | 31        | The Young Wife                                           | Republic Pictures                                                              | Tayarisha Poe (réalisateur/scénariste); Kiersey Clemons, Leon Bridges, Kelly Marie Tran, Michaela Watkins, Aya Cash, Sandy Honig, Brandon Micheal Hall, Lukita Maxwell, Sheryl Lee Ralph, Judith Light                                                                                      | [ 180 ] |
| M A I     | 31        | The Great Lillian Hall                                   | HBO Films / Max                                                                | Michael Cristofer (réalisateur); Elisabeth Seldes Annacone (scénariste); Jessica Lange, Kathy Bates, Lily Rabe, Jesse Williams, Pierce Brosnan | [ 181 ] |
| M A I     | 31        | Shadow Land                                              | Paramount Pictures                                                             | James Bamford (réalisateur); Ian Corson (scénariste); Jon Voight, Marton Csokas, Rhona Mitra, Philip Winchester, Sean Maguire | [ 182 ] |
| M A I     | 31        | Backspot                                                 | XYZ Films                                                                      | D. W. Waterson (réalisateur); Joanne Sarazen (scénariste); Devery Jacobs, Evan Rachel Wood, Kudakwashe Rutendo, Thomas Antony Olajide, Oluniké Adeliyi, Wendy Crewson, Shannyn Sossamon | [ 183 ] |
| M A I     | 31        | What You Wish For                                        | Magnolia Pictures                                                              | Nicholas Tomnay (réalisateur/scénariste); Nick Stahl, Tamsin Topolski, Randy Vasquez, Penelope Mitchell, Juan Carlos Messier, Brian Groh | [ 184 ] |
| M A I     | 31        | Protocol-7                                               | Abramorama                                                                     | Andrew Wakefield (réalisateur/scénariste); Terry Rossio (scénariste); Rachel G. Whittle, Matthew Marsden, Josh Murray, R. Brandon Johnson, Harrison Tipping, Eric Roberts, Alec Rayme, Emmy Robbin                                                                                          | [ 182 ] |
| M A I     | 31        | Deer Camp '86                                            | Panoramic Pictures                                                             | L. Van Dyke Siboutszen (réalisateur); Bo Hansen, Riley Taurus (scénaristes); Noah LaLonde, Jay J. Bidwell, Arthur Cartwright, Brian Michael Raetz, Josh Dominguez, David Lautman | [ 185 ] |
| J U I N   | 5         | Boneyard                                                 | Lionsgate                                                                      | Asif Akbar (réalisateur/scénariste); Vincent E. McDaniel, Hank Byrd, Koji Steven Sakai (scénaristes); Mel Gibson, Curtis Jackson, Brian Van Holt, Nora Zehetner, Gabrielle Haugh | [ 186 ] |
| J U I N   | 6         | Am I OK?                                                 | Max / Warner Bros. Pictures / Gloria Sanchez Productions                       | Tig Notaro, Stephanie Allynne (réalisateurs); Lauren Pomerantz (scénariste); Dakota Johnson, Sonoya Mizuno, Jermaine Fowler (en), Kiersey Clemons, Molly Gordon, June Diane Raphael, Tig Notaro, Sean Hayes                                                                                 | [ 187 ] |
| J U I N   | 7         | Bad Boys: Ride or Die                                    | Columbia Pictures / Jerry Bruckheimer Films / Westbrook Studios                | Adil El Arbi and Bilall Fallah (réalisateurs); Chris Bremner, Will Beall (scénaristes); Will Smith, Martin Lawrence, Vanessa Hudgens, Alexander Ludwig, Paola Núñez, Eric Dane, Ioan Gruffudd, Jacob Scipio, Melanie Liburd, Tasha Smith, Tiffany Haddish, Joe Pantoliano                   | [ 188 ] |
| J U I N   | 7         | The Watchers                                             | Warner Bros. Pictures / New Line Cinema / Blinding Edge Pictures               | Ishana Night Shyamalan (réalisateur/scénariste); Dakota Fanning, Georgina Campbell, Olwen Fouéré, Oliver Finnegan | [ 189 ] |
| J U I N   | 7         | Tuesday                                                  | A24 / BBC Film / BFI                                                           | Daina O. Pusić (réalisateur/scénariste); Julia Louis-Dreyfus, Lola Petticrew, Leah Harvey, Arinzé Kene | [ 190 ] |
| J U I N   | 7         | Longing                                                  | Lionsgate / Scythia Films                                                      | Savi Gabizon (réalisateur/scénariste); Richard Gere, Diane Kruger, Suzanne Clément, Marnie McPhail, Stuart Hughes | [ 191 ] |
| J U I N   | 7         | Late Bloomers                                            | Vertical                                                                       | Lisa Steen (réalisateur); Anna Greenfield (scénariste); Karen Gillan, Margaret Sophie Stein, Jermaine Fowler (en), Talia Balsam, Kevin Nealon | [ 192 ] |
| J U I N   | 7         | Life After Fighting                                      | Vertical                                                                       | Bren Foster (réalisateur/scénariste); Alex Faulkner, Luke Ford, Cassie Howarth, Annabelle Stephenson, Jake Ryan | [ 193 ] |
| J U I N   | 11        | Killer of Men                                            | Quiver Distribution                                                            | Tzvi (réalisateur/scénariste); Jon Peterson, Stacie Brown, Paquito G. Myers, Noah Forrest, Sergio Beltran | [ 194 ] |
| J U I N   | 14        | Inside Out 2                                             | Walt Disney Pictures / Pixar Animation Studios                                 | Kelsey Mann (réalisateur); Meg LeFauve, Dave Holstein (scénaristes); Amy Poehler, Phyllis Smith, Lewis Black, Tony Hale, Liza Lapira, Maya Hawke, Ayo Edebiri, Adèle Exarchopoulos, Paul Walter Hauser, Kensington Tallman, Diane Lane, Kyle MacLachlan                                     | [ 195 ] |
| J U I N   | 14        | Ultraman: Rising                                         | Netflix / Netflix Animation / Tsuburaya Productions                            | Shannon Tindle (réalisateur/scénariste); Marc Haimes (scénariste); Christopher Sean, Gedde Watanabe, Tamlyn Tomita, Keone Young, Julia Harriman | [ 196 ] |
| J U I N   | 14        | Reverse the Curse                                        | Vertical                                                                       | David Duchovny (réalisateur/scénariste); David Duchovny, Logan Marshall-Green, Stephanie Beatriz, Evan Handler, Pamela Adlon, Jason Beghe, Daphne Rubin-Vega | [ 197 ] |
| J U I N   | 14        | The Present                                              | Gravitas Ventures / AGC Studios                                                | Christian Ditter (réalisateur); Jay Martel (scénariste); Isla Fisher, Greg Kinnear | [ 198 ] |
| J U I N   | 14        | Ghostlight                                               | IFC Films                                                                      | Alex Thompson, Kelly O'Sullivan (réalisateurs); Kelly O'Sullivan (scénariste); Keith Kupferer, Tara Mallen, Katherine Mallen Kupferer, Dolly de Leon | [ 199 ] |
| J U I N   | 14        | Fresh Kills                                              | Quiver Distribution                                                            | Jennifer Esposito (réalisateur/scénariste); Jennifer Esposito, Emily Bader, Odessa A'zion, Domenick Lombardozzi, Annabella Sciorra | [ 200 ] |
| J U I N   | 14        | Ride                                                     | Well Go USA Entertainment                                                      | Jake Allyn (réalisateur/scénariste); Josh Plasse (scénariste); Jake Allyn, C. Thomas Howell, John Plasse, Annabeth Gish, Patrick Murney, Scott Reeves, Forrie J. Smith, Laci Kaye Booth | [ 201 ] |
| J U I N   | 21        | The Bikeriders                                           | Focus Features / Regency Enterprises                                           | Jeff Nichols (réalisateur/scénariste); Jodie Comer, Austin Butler, Tom Hardy, Michael Shannon, Mike Faist, Norman Reedus | [ 202 ] |
| J U I N   | 21        | Kinds of Kindness                                        | Searchlight Pictures / Film4 Productions / Element Pictures                    | Yorgos Lanthimos (réalisateur/scénariste); Efthimis Filippou (scénariste); Emma Stone, Jesse Plemons, Willem Dafoe, Margaret Qualley, Hong Chau, Joe Alwyn, Mamoudou Athie, Hunter Schafer                                                                                                  | [ 203 ] |
| J U I N   | 21        | The Exorcism                                             | Vertical / Miramax / Outerbanks Entertainment                                  | M. A. Fortin, Joshua John Miller (réalisateurs/scénaristes); Russell Crowe, Ryan Simpkins, Sam Worthington, Chloe Bailey, Adam Goldberg, David Hyde Pierce | [ 204 ] |
| J U I N   | 21        | Fancy Dance                                              | Apple TV+ / Significant Productions                                            | Erica Tremblay (réalisateur/scénariste); Lily Gladstone, Isabel Deroy-Olson, Shea Whigham, Audrey Wasilewski | [ 205 ] |
| J U I N   | 21        | Trigger Warning                                          | Netflix / Thunder Road Films                                                   | Mouly Surya (réalisateur); Halley Gross, John Olson, John Brancato (scénaristes); Jessica Alba, Anthony Michael Hall | [ 206 ] |
| J U I N   | 21        | Janet Planet                                             | A24 / BBC Film                                                                 | Annie Baker (réalisateur/scénariste); Julianne Nicholson, Zoe Ziegler, Elias Koteas, Will Patton, Sophie Okonedo | [ 207 ] |
| J U I N   | 21        | Thelma                                                   | Magnolia Pictures                                                              | Josh Margolin (réalisateur/scénariste); June Squibb, Fred Hechinger, Richard Roundtree, Clark Gregg, Parker Posey, Malcolm McDowell | [ 208 ] |
| J U I N   | 21        | Chestnut                                                 | Utopia                                                                         | Jac Cron (réalisateur/scénariste); Natalia Dyer, Rachel Keller, Danny Ramirez, Chella Man | [ 209 ] |
| J U I N   | 21        | Agent Recon                                              | Quiver Distribution                                                            | Derek Ting (réalisateur/scénariste); Derek Ting, Marc Singer, Chuck Norris, Sylvia Kwan, Jason Scott Jenkins, Matthew Ryan Burnett, Nikki Leigh, Christopher Showerman | [ 210 ] |
| J U I N   | 28        | A Quiet Place: Day One                                   | Paramount Pictures / Platinum Dunes / Sunday Night Productions                 | Michael Sarnoski (réalisateur/scénariste); Lupita Nyong'o, Joseph Quinn, Alex Wolff, Djimon Hounsou | [ 161 ] |
| J U I N   | 28        | Horizon: An American Saga – Chapter 1                    | Warner Bros. Pictures / New Line Cinema                                        | Kevin Costner (réalisateur/scénariste); Jon Baird (scénariste); Kevin Costner, Sienna Miller, Sam Worthington, Jena Malone, Abbey Lee, Michael Rooker, Danny Huston, Luke Wilson, Isabelle Fuhrman, Jeff Fahey, Will Patton, Tatanka Means, Owen Crow Shoe, Ella Hunt, Jamie Campbell Bower | [ 211 ] |
| J U I N   | 28        | A Family Affair                                          | Netflix / Roth/Kirschenbaum Films                                              | Richard LaGravenese (réalisateur); Carrie Solomon (scénariste); Nicole Kidman, Zac Efron, Joey King, Liza Koshy, Kathy Bates, Shirley MacLaine | [ 212 ] |
| J U I N   | 28        | Daddio                                                   | Sony Pictures Classics                                                         | Christy Hall (réalisateur/scénariste); Dakota Johnson, Sean Penn | [ 213 ] |
| J U I N   | 28        | A Sacrifice                                              | Vertical / Scott Free Productions                                              | Jordan Scott (réalisateur/scénariste); Eric Bana, Sylvia Hoeks, Sadie Sink | [ 214 ] |
| J U I N   | 28        | Midas                                                    | Entertainment Squad                                                            | TJ Noel-Sullivan (réalisateur/scénariste); Laquan Copeland, Preet Kaur, Federico Parra, Lucy Powers, Bob Gallagher, Erik Bloomquist | [ 215 ] |

## Juillet–septembre
| Ouverture         | Ouverture | Titre                                             | Société de production                                                                                                  | Distribution et équipe | Ref.    |
| ----------------- | --------- | ------------------------------------------------- | --- | --- | ------- |
| J U I L E T       | 2         | Little Deaths                                     | Entertainment Squad | Brian Follmer (réalisateur/scénariste); Kerri Lee Romeo, Adam Leotta, Brian Follmer, Nicole Alibayof | [ 216 ] |
| J U I L E T       | 3         | Despicable Me 4                                   | Universal Pictures / Illumination                                                                                      | Chris Renaud (réalisateur); Mike White, Ken Daurio (scénaristes); Steve Carell, Kristen Wiig, Joey King, Miranda Cosgrove, Stephen Colbert, Sofia Vergara, Chloe Fineman, Steve Coogan, Will Ferrell | [ 217 ] |
| J U I L E T       | 3         | Beverly Hills Cop: Axel F                         | Netflix / Paramount Pictures / Don Simpson/Jerry Bruckheimer Films                                                     | Mark Molloy (réalisateur); Will Beall, Tom Gormican, Kevin Etten (scénaristes); Eddie Murphy, Joseph Gordon-Levitt, Taylour Paige, Judge Reinhold, John Ashton, Paul Reiser, Bronson Pinchot, Kevin Bacon | [ 101 ] |
| J U I L E T       | 4         | Sound of Hope: The Story of Possum Trot           | Angel Studios (en) | Joshua Weigel (réalisateur/scénariste); Rebekah Weigel (scénariste); Elizabeth Mitchell, Demetrius Grosse, Carlos Aviles, Nika King (en), Sarah Hudson | [ 218 ] |
| J U I L E T       | 5         | MaXXXine                                          | A24 / Access Entertainment                                                                                             | Ti West (réalisateur/scénariste); Mia Goth, Elizabeth Debicki, Moses Sumney, Michelle Monaghan, Bobby Cannavale, Halsey, Lily Collins, Giancarlo Esposito, Kevin Bacon | [ 219 ] |
| J U I L E T       | 5         | Mother, Couch                                     | Film Movement / Memory / Lyrical Media / Film i Väst                                                                   | Niclas Larsson (réalisateur/scénariste); Ewan McGregor, Rhys Ifans, Taylor Russell, Lara Flynn Boyle, Lake Bell, F. Murray Abraham, Ellen Burstyn | [ 220 ] |
| J U I L E T       | 5         | Murder Company                                    | Maverick Entertainment Group / Complex Corp                                                                            | Shane Dax Taylor (réalisateur); Jesse Mittelstadt (scénariste); William Moseley, Pooch Hall, Gilles Marini, Joe Anderson, Kelsey Grammer | [ 221 ] |
| J U I L E T       | 5         | The Real Bros of Simi Valley: High School Reunion | Roku (en) | Jimmy Tatro (réalisateur/scénariste); Christian Pierce (scénariste); Jimmy Tatro, Nick Colletti, Tanner Petulla, Cody Ko, Peter Gilroy, Colleen Donovan, Madeline Whitby, Monica Joy Sherer, Monette Moio, Christian Pierce, Tony Hawk, Shaun White, Zoey Deutch, Tyler Posey, Retta, Tre Hale, Rob Riggle   | [ 222 ] |
| J U I L E T       | 5         | Dead Whisper                                      | Vertical | Conor Soucy (réalisateur/scénariste); Colin Charles Dale (scénariste); Samuel Dunning, Tana Sirois, Samantha Hill, Codey Gillum, Chris Goodwin, Dhane Ross, Hester Wilkinson, Bruce Winant | [ 223 ] |
| J U I L E T       | 9         | Exposure                                          | Gravitas Ventures | Peter Cannon (réalisateur/scénariste); Douglas Smith, Margo Harshman, Abraham Rodriguez, Ryan Whitney, Alex Feldman, Kevin McCorkle, Gary Poux, Chanel Minnifield | [ 224 ] |
| J U I L E T       | 12        | Fly Me to the Moon                                | Columbia Pictures / Apple Studios / Berlanti-Schechter Films                                                           | Greg Berlanti (réalisateur); Rose Gilroy (scénariste); Scarlett Johansson, Channing Tatum, Nick Dillenburg, Anna Garcia, Jim Rash, Noah Robbins, Colin Woodell, Christian Zuber, Donald Elise Watkins, Ray Romano, Woody Harrelson                                                                           | [ 225 ] |
| J U I L E T       | 12        | Longlegs                                          | Neon / Saturn Films | Osgood Perkins (réalisateur/scénariste); Maika Monroe, Nicolas Cage, Alicia Witt, Blair Underwood | [ 226 ] |
| J U I L E T       | 12        | Sing Sing                                         | A24 / Black Bear Pictures                                                                                              | Greg Kwedar (réalisateur/scénariste); Clint Bentley (scénariste); Colman Domingo, Clarence "Divine Eye" Maclin, Sean San José, Paul Raci | [ 227 ] |
| J U I L E T       | 12        | Dandelion                                         | IFC Films | Nicole Riegel (réalisateur/scénariste); KiKi Layne, Thomas Doherty, Melanie Nicholls-King | [ 228 ] |
| J U I L E T       | 12        | Touch                                             | Focus Features / RVK Studios                                                                                           | Baltasar Kormákur (réalisateur/scénariste); Ólafur Jóhann Ólafsson (scénariste); Egill Ólafsson, Kōki | [ 229 ] |
| J U I L E T       | 12        | National Anthem                                   | Variance Films | Luke Gilford (réalisateur/scénariste); David Largman Murray, Kevin Best (scénaristes); Charlie Plummer, Eve Lindley, Mason Alexander Park, Rene Rosado, Robyn Lively | [ 230 ] |
| J U I L E T       | 12        | Lumina                                            | Goldove / Luminamovie LLC                                                                                              | Gino J.H. McKoy (réalisateur/scénariste); Eric Roberts, Ken Lawson, Emily Hall, Rupert Lazarus, Eleanor Williams, Andrea Tividar, Sidney Nicole Rogers | [ 231 ] |
| J U I L E T       | 12        | June Zero                                         | Cohen Media Group | Jake Paltrow (réalisateur/scénariste); Koby Adere, Adam Gabay, Tzahi Grad | [ 232 ] |
| J U I L E T       | 18        | My Spy: The Eternal City                          | Amazon MGM Studios / STXfilms / MWM Studios                                                                            | Peter Segal (réalisateur/scénariste); Jon Hoeber, Erich Hoeber (scénaristes); Dave Bautista, Chloe Coleman, Kristen Schaal, Ken Jeong, Anna Faris, Craig Robinson, Flula Borg | [ 233 ] |
| J U I L E T       | 19        | Twisters                                          | Universal Pictures / Warner Bros. Pictures / DreamWorks Pictures / Amblin Entertainment / The Kennedy/Marshall Company | Lee Isaac Chung (réalisateur); Mark L. Smith (scénariste); Daisy Edgar-Jones, Glen Powell, Anthony Ramos, Brandon Perea, Maura Tierney, Sasha Lane, Harry Hadden-Paton, David Corenswet, Daryl McCormack, Tunde Adebimpe, Katy O'Brian, Nik Dodani, Kiernan Shipka, Paul Scheer                              | [ 234 ] |
| J U I L E T       | 19        | Find Me Falling                                   | Netflix | Stelana Kliris (réalisateur/scénariste); Harry Connick Jr., Ali Fumiko Whitney | [ 235 ] |
| J U I L E T       | 19        | Widow Clicquot                                    | Vertical | Thomas Napper (réalisateur); Erin Dignam, Christopher Monger (scénaristes); Haley Bennett, Tom Sturridge, Sam Riley, Anson Boom, Leo Suter, Ben Miles, Natasha O'Keeffe | [ 236 ] |
| J U I L E T       | 19        | Oddity                                            | IFC Films | Damian Mc Carthy (réalisateur/scénariste); Gwilym Lee, Carolyn Bracken | [ 237 ] |
| J U I L E T       | 23        | The Good Half                                     | Utopia | Robert Schwartzman (réalisateur); Brett Ryland (scénariste); Nick Jonas, Brittany Snow, David Arquette, Alexandra Shipp, Elisabeth Shue | [ 238 ] |
| J U I L E T       | 26        | Deadpool & Wolverine                              | Marvel Studios / Maximum Effort / 21 Laps Entertainment                                                                | Shawn Levy (réalisateur/scénariste); Ryan Reynolds, Rhett Reese, Paul Wernick, Zeb Wells (scénaristes); Ryan Reynolds, Hugh Jackman, Emma Corrin, Morena Baccarin, Rob Delaney, Leslie Uggams, Karan Soni, Matthew Macfadyen                                                                                 | [ 239 ] |
| J U I L E T       | 26        | The Fabulous Four                                 | Bleecker Street | Jocelyn Moorhouse (réalisateur/scénariste); Jenna Milly, Ann Marie Allison (scénaristes); Susan Sarandon, Bette Midler, Megan Mullally, Sheryl Lee Ralph | [ 240 ] |
| J U I L E T       | 26        | Dìdi                                              | Focus Features | Sean Wang (réalisateur/scénariste); Izaac Wang, Shirley Chen, Chang Li Hua, Joan Chen | [ 241 ] |
| A O Û T           | 2         | Harold and the Purple Crayon                      | Columbia Pictures / Davis Entertainment                                                                                | Carlos Saldanha (réalisateur); David Guion, Michael Handelman (scénaristes); Zachary Levi, Lil Rel Howery, Benjamin Bottani, Jemaine Clement, Tanya Reynolds, Alfred Molina, Zooey Deschanel | [ 242 ] |
| A O Û T           | 2         | The Instigators                                   | Apple TV+ / Artists Equity / Studio 8                                                                                  | Doug Liman (réalisateur); Chuck Maclean, Casey Affleck (scénaristes); Matt Damon, Casey Affleck, Hong Chau, Paul Walter Hauser, Michael Stuhlbarg, Jack Harlow, Ving Rhames, Alfred Molina, Ron Perlman | [ 243 ] |
| A O Û T           | 2         | My Old Ass                                        | Amazon MGM Studios / Indian Paintbrush / LuckyChap Entertainment                                                       | Megan Park (réalisateur/scénariste); Maisy Stella, Percy Hynes White, Maddie Ziegler, Seth Isaac Johnson, Kerrice Brooks, Aubrey Plaza | [ 244 ] |
| A O Û T           | 2         | Cuckoo                                            | Neon | Tilman Singer (réalisateur/scénariste); Hunter Schafer, Dan Stevens, Jessica Henwick, Jan Bluthardt, Marton Csokas | [ 245 ] |
| A O Û T           | 2         | Saving Bikini Bottom: The Sandy Cheeks Movie      | Netflix / Nickelodeon Movies / United Plankton Pictures                                                                | Liza Johnson (réalisateur); Tom Stern, Kaz (scénaristes); Carolyn Lawrence, Tom Kenny, Clancy Brown, Bill Fagerbakke, Mr. Lawrence, Rodger Bumpass, Craig Robinson, Johnny Knoxville, Ilia Isorelýs Paulino, Matty Cardarople, Wanda Sykes                                                                   | [ 246 ] |
| A O Û T           | 2         | Rob Peace                                         | Republic Pictures / Los Angeles Media Fund / Participant / 25 Stories                                                  | Chiwetel Ejiofor (réalisateur/scénariste); Jay Will, Mary J. Blige, Chiwetel Ejiofor, Camila Cabello, Michael Kelly, Mare Winningham | [ 247 ] |
| A O Û T           | 2         | Peak Season                                       | Entertainment Squad | Steven Kanter (réalisateur); Henry Loevner (réalisateur/scénariste); Claudia Restrepo, Derrick DeBlasis, Ben Coleman, Fred Melamed, Stephanie Courtney | [ 248 ] |
| A O Û T           | 9         | Borderlands                                       | Lionsgate | Eli Roth (réalisateur/scénariste); Joe Crombie (scénariste); Cate Blanchett, Kevin Hart, Jack Black, Édgar Ramírez, Ariana Greenblatt, Florian Munteanu, Gina Gershon, Jamie Lee Curtis | [ 249 ] |
| A O Û T           | 9         | Trap                                              | Warner Bros. Pictures / Blinding Edge Pictures                                                                         | M. Night Shyamalan (réalisateur/scénariste); Josh Hartnett, Ariel Donoghue, Saleka Shyamalan, Hayley Mills, Alison Pill | [ 250 ] |
| A O Û T           | 9         | It Ends with Us                                   | Columbia Pictures | Justin Baldoni (réalisateur); Christy Hall (scénariste); Blake Lively, Justin Baldoni, Jenny Slate, Hasan Minhaj, Amy Morton, Brandon Sklenar | [ 251 ] |
| A O Û T           | 9         | Good One                                          | Metrograph Pictures | India Donaldson (réalisateur/scénariste); Lily Collias, James LeGros, Danny McCarthy, Sumaya Bouhbal, Valentine Black, Diana Irvine | [ 252 ] |
| A O Û T           | 15        | Jackpot                                           | Amazon MGM Studios / Roth/Kirschenbaum Films                                                                           | Paul Feig (réalisateur); Rob Yescombe (scénariste); John Cena, Awkwafina, Simu Liu, Seann William Scott | [ 253 ] |
| A O Û T           | 16        | Alien: Romulus                                    | 20th Century Studios / Scott Free Productions / Brandywine Productions                                                 | Fede Álvarez (réalisateur/scénariste); Rodo Sayagues (scénariste); Cailee Spaeny, David Jonsson, Archie Renaux, Isabela Merced, Spike Fearn, Aileen Wu | [ 254 ] |
| A O Û T           | 16        | Horizon: An American Saga – Chapter 2             | Warner Bros. Pictures / New Line Cinema                                                                                | Kevin Costner (réalisateur/scénariste); Jon Baird (scénariste); Kevin Costner, Sienna Miller, Sam Worthington, Jena Malone, Abbey Lee, Michael Rooker, Danny Huston, Luke Wilson, Isabelle Fuhrman, Jeff Fahey, Will Patton, Tatanka Means, Owen Crow Shoe, Ella Hunt, Jamie Campbell Bower                  | [ 211 ] |
| A O Û T           | 16        | The Union                                         | Netflix | Julian Farino (réalisateur); Joe Barton, David Guggenheim (scénaristes); Mark Wahlberg, Halle Berry, Adewale Akinnuoye-Agbaje, Mike Colter, Alice Lee, J. K. Simmons, Jackie Earle Haley | [ 101 ] |
| A O Û T           | 16        | My Penguin Friend                                 | Roadside Attractions                                                                                                   | David Schurmann (director); Kristen Lazarian, Paulina Lagudi (screenplay); Jean Reno, Adriana Barraza | [ 255 ] |
| A O Û T           | 16        | Ryan's World The Movie: Titan Universe Adventure  | Falling Forward Films / PocketWatch / Sunlight Entertainment                                                           | Albie Hecht (director); Rose Frankel (screenplay); Ryan Kaji, Shion Kaji, Loann Kaji, Emma Kaji, Kate Kaji | [ 256 ] |
| A O Û T           | 21        | Stream                                            | Iconic Events Releasing / Fuzz on the Lens Productions                                                                 | Michael Leavy (director/screenplay); Steven Della Salla, Jason Leavy, Robert Privitera (screenplay); Charles Edwin Powell, Danielle Harris, Jeffrey Combs, Dee Wallace, Tim Reid, Mark Holton, Felissa Rose, Tony Todd, Daniel Roebuck, Dave Sheridan, Terry Alexander, David Howard Thornton, Damian Maffei | [ 257 ] |
| A O Û T           | 23        | The Crow                                          | Lionsgate / FilmNation Entertainment / Davis Films                                                                     | Rupert Sanders (director); Zach Baylin, Will Schneider (screenplay); Bill Skarsgård, FKA Twigs, Danny Huston | [ 258 ] |
| A O Û T           | 23        | Blink Twice                                       | Metro-Goldwyn-Mayer / FilmNation Entertainment                                                                         | Zoë Kravitz (director/screenplay); E.T. Feigenbaum (screenplay); Naomi Ackie, Channing Tatum, Christian Slater, Simon Rex, Adria Arjona, Kyle MacLachlan, Haley Joel Osment, Geena Davis, Alia Shawkat | [ 259 ] |
| A O Û T           | 23        | The Supremes at Earl's All-You-Can-Eat            | Hulu / Searchlight Pictures / Temple Hill Entertainment                                                                | Tina Mabry (director/screenplay); Cee Marcellus (screenplay); Aunjanue Ellis-Taylor, Sanaa Lathan, Uzo Aduba, Mekhi Phifer, Julian McMahon, Vondie Curtis-Hall, Russell Hornsby | [ 260 ] |
| A O Û T           | 23        | Between the Temples                               | Sony Pictures Classics / Ley Line Entertainment                                                                        | Nathan Silver (director/screenplay); C. Mason Wells (screenplay); Jason Schwartzman, Carol Kane, Dolly de Leon, Caroline Aaron, Robert Smigel, Madeline Weinstein, Matthew Shear, Lindsay Burdge, John Magary                                                                                                | [ 261 ] |
| A O Û T           | 23        | The Forge                                         | Affirm Films / Kendrick Brothers / Provident Films                                                                     | Alex Kendrick (director/screenplay); Stephen Kendrick (screenplay); Cameron Arnett, Priscilla Shirer, Aspen Kennedy, Karen Abercrombie, T.C. Stallings, BJ Arnett, Ken Bevel, Benjamin Watson, Jonathan Evans, Jerry Shirer, Tommy Woodard                                                                   | [ 262 ] |
| A O Û T           | 23        | Strange Darling                                   | Magenta Light Studios / Miramax                                                                                        | JT Mollner (director/screenplay); Willa Fitzgerald, Kyle Gallner, Barbara Hershey, Ed Begley Jr. | [ 263 ] |
| A O Û T           | 30        | They Listen                                       | Screen Gems / Blumhouse Productions                                                                                    | Chris Weitz (director/screenplay); John Cho, Katherine Waterston, Riki Lindhome | [ 264 ] |
| A O Û T           | 30        | Slingshot                                         | Bleecker Street | Mikael Håfström (director); R. Scott Adams, Nathan Parker (screenplay); Casey Affleck, Laurence Fishburne, Emily Beecham, Tomer Kapon, David Morrissey | [ 265 ] |
| A O Û T           | 30        | Reagan                                            | ShowBiz Direct | Sean McNamara (director); Howard Klausner, Jonas McCord (screenplay); Dennis Quaid, Penelope Ann Miller, Robert Davi, Lesley-Anne Down, Jon Voight | [ 266 ] |
| A O Û T           | 30        | You Gotta Believe                                 | Well Go USA Entertainment                                                                                              | Ty Roberts (director/screenplay); Lane Garrison (screenplay); Luke Wilson, Greg Kinnear, Sarah Gadon, Lew Temple, Michael Cash, Etienne Kellici, Molly Parker | [ 267 ] |
| A O Û T           | 30        | City of Dreams                                    | Roadside Attractions                                                                                                   | Mohit Ramchandani (director/screenplay); Ari Lopez, Renata Vaca, Alfredo Castro, Paulina Gaitán, Jason Patric, Diego Calva | [ 268 ] |
| S E P T E M B R E | 4         | Legend of the White Dragon                        | Falling Forward Films                                                                                                  | Aaron Schoenke (director/screenplay); Alex Kellerman (screenplay); Jason David Frank, Aaron Schoenke, Mayling Ng, David Ramsey, Andrew Bachelor, Jason Faunt, Ciara Hanna, Mark Dacascos, Michael Madsen | [ 269 ] |
| S E P T E M B R E | 6         | Beetlejuice Beetlejuice                           | Warner Bros. Pictures / Plan B Entertainment                                                                           | Tim Burton (director); Alfred Gough, Miles Millar (screenplay); Michael Keaton, Winona Ryder, Catherine O'Hara, Jenna Ortega, Justin Theroux, Monica Bellucci, Arthur Conti, Willem Dafoe | [ 270 ] |
| S E P T E M B R E | 6         | The Front Room                                    | A24 / 2AM | The Eggers Brothers (directors/screenplay); Brandy Norwood, Kathryn Hunter, Andrew Burnap | [ 271 ] |
| S E P T E M B R E | 13        | Speak No Evil                                     | Universal Pictures / Blumhouse Productions                                                                             | James Watkins (director/screenplay); James McAvoy, Mackenzie Davis, Aisling Franciosi, Alix West Lefler, Dan Hough, Scoot McNairy | [ 272 ] |
| S E P T E M B R E | 13        | The Killer's Game                                 | Lionsgate | J. J. Perry (director); Rand Ravich, James Coyne (screenplay); Dave Bautista, Sofia Boutella, Terry Crews, Scott Adkins, Pom Klementieff, Ben Kingsley | [ 273 ] |
| S E P T E M B R E | 20        | Transformers One                                  | Paramount Pictures / DreamWorks Pictures / Hasbro Entertainment                                                        | Josh Cooley (director/screenplay); Andrew Barrer, Gabriel Ferrari (screenplay); Chris Hemsworth, Brian Tyree Henry, Scarlett Johansson, Keegan-Michael Key, Steve Buscemi, Laurence Fishburne, Jon Hamm | [ 274 ] |
| S E P T E M B R E | 20        | Wolfs                                             | Columbia Pictures / Apple Studios / Plan B Entertainment / Smokehouse Pictures                                         | Jon Watts (director/screenplay); George Clooney, Brad Pitt, Amy Ryan, Austin Abrams, Poorna Jagannathan | [ 225 ] |
| S E P T E M B R E | 20        | A Different Man                                   | A24 / Killer Films | Aaron Schimberg (director/screenplay); Sebastian Stan, Renate Reinsve, Adam Pearson, C. Mason Wells, Owen Kline, Charlie Korsmo, Patrick Wang, Michael Shannon | [ 271 ] |
| S E P T E M B R E | 20        | The Substance                                     | Mubi / Working Title Films                                                                                             | Coralie Fargeat (director/screenplay); Demi Moore, Margaret Qualley, Dennis Quaid | [ 275 ] |
| S E P T E M B R E | 27        | The Wild Robot                                    | Universal Pictures / DreamWorks Animation                                                                              | Chris Sanders (director/screenplay); Lupita Nyong'o, Pedro Pascal, Kit Connor, Bill Nighy, Stephanie Hsu, Mark Hamill, Catherine O'Hara | [ 276 ] |
| S E P T E M B R E | 27        | Never Let Go                                      | Lionsgate / 21 Laps Entertainment                                                                                      | Alexandre Aja (director); Kevin Coughlin, Ryan Grassby (screenplay); Halle Berry, Percy Daggs IV, Anthony B. Jenkins | [ 258 ] |
| S E P T E M B R E | 27        | The Line                                          | Utopia | Ethan Berger (director/screenplay); Alex Russek (screenplay); Alex Wolff, John Malkovich, Scoot McNairy, Lewis Pullman, Halle Bailey, Austin Abrams, Angus Cloud, Bo Mitchell, Denise Richards, Cheri Oteri                                                                                                  | [ 277 ] |
| S E P T E M B R E | 30        | Old Guy                                           | The Avenue / Dark Castle Entertainment                                                                                 | Simon West (director); Greg Johnson (screenplay); Christoph Waltz, Lucy Liu, Cooper Hoffman, Desmond Eastwood | [ 278 ] |

## Octobre-décembre
| Ouverture       | Ouverture | Titre                                          | Société de production                                                                       | Cast and crew | Ref.    |
| --------------- | --------- | ---------------------------------------------- | ------------------------------------------------------------------------------------------- | --- | ------- |
| O C T O B E R   | 1         | Another Happy Day                              | Gravitas Ventures                                                                           | Nora Fiffer (director/screenplay); Lauren Lapkus, Marilyn Dodds Frank, Jean Elie, Carrie Coon | [ 279 ] |
| O C T O B E R   | 3         | Hold Your Breath                               | Hulu / Searchlight Pictures                                                                 | Karrie Crouse, Will Joines (directors); Karrie Crouse (screenplay); Sarah Paulson, Annaleigh Ashford, Ebon Moss-Bachrach | [ 280 ] |
| O C T O B E R   | 4         | Joker: Folie à Deux                            | Warner Bros. Pictures / DC Studios                                                          | Todd Phillips (director/screenplay); Scott Silver (screenplay); Joaquin Phoenix, Lady Gaga, Brendan Gleeson, Catherine Keener, Zazie Beetz, Steve Coogan | [ 281 ] |
| O C T O B E R   | 4         | White Bird                                     | Lionsgate / Participant / Kingdom Story Company / Mandeville Films                          | Marc Forster (director); Mark Bomback (screenplay); Ariella Glaser, Orlando Schwerdt, Bryce Gheisar, Gillian Anderson, Helen Mirren | [ 282 ] |
| O C T O B E R   | 4         | Monster Summer                                 | Pastime Pictures / Nickel City Pictures / Novo Media Group                                  | David Henrie (director); Cornelius Uliano, Bryan Schulz (screenplay); Mel Gibson, Mason Thames, Lorraine Bracco, Nora Zehetner, Kevin James, Abby James Witherspoon, Julian Lerner, Noah Cottrell | [ 283 ] |
| O C T O B E R   | 4         | Things Will Be Different                       | Magnet Releasing                                                                            | Michael Felker (director/screenplay); Adam David Thompson, Riley Dandy, Chloe Skoczen, Justin Benson, Sarah Bolger | [ 284 ] |
| O C T O B E R   | 4         | The Problem with People                        | Quiver Distribution                                                                         | Chris Cottam (director); Wally Marzano-Lesnevich, Paul Reiser (screenplay); Paul Reiser, Colm Meaney, Jane Levy, Lucianne McEvoy | [ 285 ] |
| O C T O B E R   | 4         | Little Bites                                   | RLJE Films / Shudder                                                                        | Spider One (director/screenplay); Krsy Fox, Elizabeth Phoenix Caro, Jon Sklaroff, Chaz Bono, Barbara Crampton, Heather Langenkamp, Bonnie Aarons | [ 286 ] |
| O C T O B E R   | 11        | Saturday Night                                 | Columbia Pictures / SNL Studios                                                             | Jason Reitman (director/screenplay); Gil Kenan (screenplay); Gabriel LaBelle, Rachel Sennott, Cory Michael Smith, Ella Hunt, Dylan O'Brien, Emily Fairn, Matt Wood, Lamorne Morris, Kim Matula, Finn Wolfhard, Nicholas Braun, Cooper Hoffman, Andrew Barth Feldman, Kaia Gerber, Tommy Dewey, Willem Dafoe, Matthew Rhys, J. K. Simmons | [ 287 ] |
| O C T O B E R   | 11        | Piece by Piece                                 | Focus Features / The Lego Group / Tremolo Productions / I Am Other                          | Morgan Neville (director); Pharrell Williams, Gwen Stefani, Kendrick Lamar, Timbaland, Justin Timberlake, Jay-Z, Busta Rhymes, Snoop Dogg | [ 288 ] |
| O C T O B E R   | 11        | Brothers                                       | Amazon MGM Studios / Legendary Pictures                                                     | Max Barbakow (director); Macon Blair (screenplay); Josh Brolin, Peter Dinklage, Taylour Paige, Glenn Close, Brendan Fraser | [ 289 ] |
| O C T O B E R   | 11        | Terrifier 3                                    | Cineverse                                                                                   | Damien Leone (director/screenplay); Lauren LaVera, Elliot Fullam, Samantha Scaffidi, David Howard Thornton | [ 290 ] |
| O C T O B E R   | 11        | The Silent Hour                                | Republic Pictures / AGC Studios                                                             | Brad Anderson (director); Dan Hall (screenplay); Joel Kinnaman, Sandra Mae Frank, Mekhi Phifer, Mark Strong | [ 291 ] |
| O C T O B E R   | 11        | Bad Genius                                     | Vertical                                                                                    | J.C. Lee (director/screenplay); Julius Onah (screenplay); Callina Liang, Jabari Banks, Benedict Wong | [ 292 ] |
| O C T O B E R   | 11        | The Man in the White Van                       | Relativity Media / Legion M                                                                 | Warren Skeels (director/screenplay); Sean Astin, Ali Larter, Madison Wolfe, Brec Bassinger, Gavin Warren, Skai Jackson | [ 293 ] |
| O C T O B E R   | 18        | Smile 2                                        | Paramount Pictures / Temple Hill Entertainment                                              | Parker Finn (director/screenplay); Naomi Scott, Rosemarie DeWitt, Kyle Gallner, Lukas Gage, Miles Gutierrez-Riley, Peter Jacobson, Raúl Castillo, Dylan Gelula, Ray Nicholson | [ 11 ]  |
| O C T O B E R   | 18        | Flight Risk                                    | Lionsgate / Davis Entertainment / Icon Productions                                          | Mel Gibson (director); Jared Rosenberg (screenplay); Mark Wahlberg, Michelle Dockery, Topher Grace | [ 273 ] |
| O C T O B E R   | 18        | Anora                                          | Neon / FilmNation Entertainment                                                             | Sean Baker (director/screenplay); Mikey Madison, Mark Eydelshteyn, Yura Borisov, Karren Karagulian, Vache Tovmasyan, Aleksei Serebryakov | [ 294 ] |
| O C T O B E R   | 18        | Goodrich                                       | Ketchup Entertainment / Pascal Pictures                                                     | Hallie Meyers-Shyer (director/screenplay); Michael Keaton, Mila Kunis, Andie MacDowell, Carmen Ejogo, Laura Benanti, Kevin Pollak | [ 295 ] |
| O C T O B E R   | 18        | Exhibiting Forgiveness                         | Roadside Attractions                                                                        | Titus Kaphar (director/screenplay); André Holland, Andra Day, Aunjanue Ellis-Taylor, John Earl Jelks | [ 296 ] |
| O C T O B E R   | 25        | Venom: The Last Dance                          | Columbia Pictures / Marvel Entertainment / Pascal Pictures                                  | Kelly Marcel (director/screenplay); Tom Hardy, Chiwetel Ejiofor, Juno Temple, Rhys Ifans, Peggy Lu, Alanna Ubach, Stephen Graham | [ 297 ] |
| O C T O B E R   | 25        | Nickel Boys                                    | Orion Pictures / Plan B Entertainment / Anonymous Content                                   | RaMell Ross (director/screenplay); Joslyn Barnes (screenplay); Aunjanue Ellis-Taylor, Ethan Herisse, Fred Hechinger, Hamish Linklater, Brandon Wilson, Daveed Diggs | [ 298 ] |
| O C T O B E R   | 25        | Your Monster                                   | Vertical                                                                                    | Caroline Lindy (director/screenplay); Melissa Barrera, Tommy Dewey, Edmund Donovan, Kayla Foster, Meghann Fahy | [ 299 ] |
| N O V E M B E R | 1         | Here                                           | TriStar Pictures / Miramax / ImageMovers                                                    | Robert Zemeckis (director/screenplay); Eric Roth (screenplay); Tom Hanks, Robin Wright, Paul Bettany, Kelly Reilly, Michelle Dockery | [ 300 ] |
| N O V E M B E R | 1         | Conclave                                       | Focus Features / FilmNation Entertainment / Indian Paintbrush                               | Edward Berger (director); Peter Straughan (screenplay); Ralph Fiennes, Stanley Tucci, John Lithgow, Lucian Msamati, Carlos Diehz, Sergio Castellitto, Isabella Rossellini | [ 301 ] |
| N O V E M B E R | 1         | Blitz                                          | Apple TV+ / Regency Enterprises / Working Title Films                                       | Steve McQueen (director/screenplay); Saoirse Ronan, Elliott Heffernan, Leigh Gill, Harris Dickinson, Erin Kellyman, Stephen Graham, Paul Weller, Kathy Burke, Benjamin Clementine | [ 302 ] |
| N O V E M B E R | 1         | A Real Pain                                    | Searchlight Pictures / Topic Studios / Fruit Tree                                           | Jesse Eisenberg (director/screenplay); Jesse Eisenberg, Kieran Culkin, Will Sharpe, Jennifer Grey, Kurt Egyiawan, Liza Sadovy, Daniel Oreskes | [ 303 ] |
| N O V E M B E R | 1         | The Gutter                                     | Magnolia Pictures / Village Roadshow Pictures                                               | Yassir Lester, Isaiah Lester (directors); Yassir Lester (screenplay); Shameik Moore, Susan Sarandon, D'Arcy Carden, Jay Ellis, Jackée Harry, Paul Reiser, Adam Brody | [ 304 ] |
| N O V E M B E R | 1         | My Dead Friend Zoe                             | Briarcliff Entertainment / Legion M                                                         | Kyle Hausmann-Stokes (director/screenplay); A. J. Bermudez (screenplay); Sonequa Martin-Green, Natalie Morales, Ed Harris, Morgan Freeman, Gloria Reuben, Utkarsh Ambudkar | [ 305 ] |
| N O V E M B E R | 1         | Lost on a Mountain in Maine                    | Blue Fox Entertainment / Balboa Productions                                                 | Andrew Boodhoo Kightlinger (director); Luke Paradise (screenplay); Luke David Blumm, Paul Sparks, Caitlin FitzGerald, Ethan Slater | [ 306 ] |
| N O V E M B E R | 8         | The Piano Lesson                               | Netflix                                                                                     | Malcolm Washington (director/screenplay); Virgil Williams (screenplay); Samuel L. Jackson, John David Washington, Ray Fisher, Michael Potts, Erykah Badu, Skylar Aleece Smith, Danielle Deadwyler, Corey Hawkins | [ 307 ] |
| N O V E M B E R | 8         | The Best Christmas Pageant Ever                | Lionsgate / Kingdom Story Company                                                           | Dallas Jenkins (director); Platte Clark, Darin McDaniel, Ryan Swanson (screenplay); Judy Greer, Pete Holmes, Lauren Graham | [ 258 ] |
| N O V E M B E R | 15        | Red One                                        | Metro-Goldwyn-Mayer / Seven Bucks Productions                                               | Jake Kasdan (director); Chris Morgan (screenplay); Dwayne Johnson, Chris Evans, Kiernan Shipka, Lucy Liu, Mary Elizabeth Ellis, J.K. Simmons, Nick Kroll, Kristofer Hivju, Bonnie Hunt | [ 308 ] |
| N O V E M B E R | 15        | Heretic                                        | A24                                                                                         | Scott Beck and Bryan Woods (directors/screenplay); Hugh Grant, Sophie Thatcher, Chloe East | [ 271 ] |
| N O V E M B E R | 15        | Back in Action                                 | Netflix / Chernin Entertainment                                                             | Seth Gordon (director/screenplay); Brendan O'Brien (screenplay); Cameron Diaz, Jamie Foxx, Kyle Chandler, Andrew Scott, Jamie Demetriou, Glenn Close | [ 309 ] |
| N O V E M B E R | 15        | Christmas Eve in Miller's Point                | IFC Films                                                                                   | Tyler Taormina (director/screenplay); Eric Berger (screenplay); Michael Cera, Francesca Scorsese, Gregg Turkington, Elsie Fisher, Matilda Fleming, Sawyer Spielberg, Maria Dizzia | [ 310 ] |
| N O V E M B E R | 22        | Gladiator II                                   | Paramount Pictures / DreamWorks Pictures / Scott Free Productions / Red Wagon Entertainment | Ridley Scott (director); David Scarpa (screenplay); Paul Mescal, Pedro Pascal, Connie Nielsen, Denzel Washington, Joseph Quinn, Fred Hechinger, May Calamawy, Derek Jacobi | [ 311 ] |
| N O V E M B E R | 22        | Wicked                                         | Universal Pictures / Marc Platt Productions                                                 | Jon M. Chu (director); Stephen Schwartz, Winnie Holzman (screenplay); Cynthia Erivo, Ariana Grande, Michelle Yeoh, Jeff Goldblum, Jonathan Bailey, Ethan Slater, Marissa Bode, Bowen Yang, Bronwyn James, Keala Settle, Peter Dinklage                                                                                                   | [ 312 ] |
| N O V E M B E R | 22        | Spellbound                                     | Netflix / Skydance Animation                                                                | Vicky Jenson (director); Lauren Hynek, Elizabeth Martin, Julia Miranda (screenplay); Rachel Zegler, John Lithgow, Jenifer Lewis, Tituss Burgess, Nathan Lane, Javier Bardem, Nicole Kidman | [ 313 ] |
| N O V E M B E R | 27        | Vaiana 2                                       | Walt Disney Pictures / Walt Disney Animation Studios                                        | David Derrick Jr. (director/screenplay); Jared Bush, Dana Ledoux Miller (screenplay); Auli'i Cravalho, Dwayne Johnson, Temuera Morrison, Nicole Scherzinger, Khaleesi Lambert-Tsuda, Rose Matafeo, David Fane (en), Hualālai Chung, Rachel House, Awhimai Fraser, Gerald Ramsey, Alan Tudyk                                              | [ 314 ] |
| D E C E M B E R | 6         | Nightbitch                                     | Searchlight Pictures / Annapurna Pictures                                                   | Marielle Heller (director/screenplay); Amy Adams, Scoot McNairy, Arleigh Patrick Snowden, Emmett James Snowden, Zoë Chao, Mary Holland, Archana Rajan, Jessica Harper | [ 315 ] |
| D E C E M B E R | 6         | Y2K                                            | A24                                                                                         | Kyle Mooney (director/screenplay); Evan Winter (screenplay); Jaeden Martell, Julian Dennison, Rachel Zegler, Mason Gooding, Fred Durst, Alicia Silverstone | [ 316 ] |
| D E C E M B E R | 6         | The Order                                      | Vertical / AGC Studios / Riff Raff Entertainment                                            | Justin Kurzel (director); Zach Baylin (screenplay); Jude Law, Nicholas Hoult, Tye Sheridan, Jurnee Smollett, Alison Oliver, Odessa Young, Marc Maron | [ 317 ] |
| D E C E M B E R | 6         | The Return                                     | Bleecker Street / HanWay Films / Rai Cinema                                                 | Uberto Pasolini (director/screenplay); John Collee, Edward Bond (screenplay); Ralph Fiennes, Juliette Binoche, Charlie Plummer, Marwan Kenzari, Claudio Santamaria, Amir Wilson | [ 318 ] |
| D E C E M B E R | 6         | Ce Noël-là                                     | Netflix / Locksmith Animation                                                               | Simon Otto (director); Richard Curtis, Peter Souter (screenplay); Brian Cox, Fiona Shaw, Jodie Whittaker, Bill Nighy | [ 319 ] |
| D E C E M B E R | 6         | Werewolves                                     | Briarcliff Entertainment                                                                    | Steven C. Miller (director); Matthew Kennedy (screenplay); Frank Grillo, Katrina Law, Ilfenesh Hadera, James Michael Cummings, Lou Diamond Phillips | [ 320 ] |
| D E C E M B E R | 13        | Kraven the Hunter                              | Columbia Pictures / Marvel Entertainment / Arad Productions                                 | J. C. Chandor (director); Art Marcum, Matt Holloway, Richard Wenk (screenplay); Aaron Taylor-Johnson, Ariana DeBose, Fred Hechinger, Alessandro Nivola, Christopher Abbott, Russell Crowe | [ 264 ] |
| D E C E M B E R | 13        | The Lord of the Rings: The War of the Rohirrim | Warner Bros. Pictures / New Line Cinema / Sola Entertainment                                | Kenji Kamiyama (director); Phoebe Gittins, Arty Papageorgiou (screenplay); Brian Cox, Gaia Wise, Luke Pasqualino, Miranda Otto, Laurence Ubong Williams, Shaun Dooley | [ 321 ] |
| D E C E M B E R | 13        | On Becoming a Guinea Fowl                      | A24 / Element Pictures / BBC Film / Fremantle                                               | Rungano Nyoni (director/screenplay); Elizabeth Chisela, Henry B.J. Phiri, Susan Chardy | [ 322 ] |
| D E C E M B E R | 20        | Sonic the Hedgehog 3                           | Paramount Pictures / Sega Sammy Group / Original Film / Blur Studio                         | Jeff Fowler (director); Patrick Casey, Josh Miller, John Whittington (screenplay); James Marsden, Ben Schwartz, Tika Sumpter, Krysten Ritter, Lee Majdoub, Colleen O'Shaughnessey, Cristo Fernández, Jorma Taccone, James Wolk, Idris Elba, Jim Carrey, Keanu Reeves                                                                     | [ 323 ] |
| D E C E M B E R | 20        | Mufasa: The Lion King                          | Walt Disney Pictures                                                                        | Barry Jenkins (director); Jeff Nathanson (screenplay); Aaron Pierre, Kelvin Harrison Jr., John Kani, Seth Rogen, Billy Eichner, Donald Glover, Mads Mikkelsen, Thandiwe Newton, Tiffany Boone, Lennie James, Blue Ivy Carter, Beyoncé Knowles-Carter                                                                                     | [ 239 ] |
| D E C E M B E R | 20        | Babygirl                                       | A24 / 2AM                                                                                   | Halina Reijn (director/screenplay); Nicole Kidman, Harris Dickinson, Antonio Banderas, Sophie Wilde, Jean Reno | [ 271 ] |
| D E C E M B E R | 20        | Homestead                                      | Angel Studios                                                                               | Ben Smallbone (director); Phillip Abraham, Leah Bateman, Jason Ross (screenplay); Neal McDonough, Dawn Olivieri, Currie Graham, Susan Misner, Bailey Chase, Jesse Hutch | [ 324 ] |
| D E C E M B E R | 25        | Nosferatu                                      | Focus Features / Studio 8                                                                   | Robert Eggers (director/screenplay); Bill Skarsgård, Nicholas Hoult, Lily-Rose Depp, Aaron Taylor-Johnson, Emma Corrin, Ralph Ineson, Simon McBurney, Willem Dafoe | [ 325 ] |
| D E C E M B E R | 25        | A Complete Unknown                             | Searchlight Pictures / The Picture Company                                                  | James Mangold (director/screenplay); Jay Cocks (screenplay); Timothée Chalamet, Edward Norton, Elle Fanning, Monica Barbaro, Boyd Holbrook, Dan Fogler, Norbert Leo Butz, Scoot McNairy | [ 326 ] |
| D E C E M B E R | 25        | The Fire Inside                                | Metro-Goldwyn-Mayer                                                                         | Rachel Morrison (director); Barry Jenkins (screenplay); Ryan Destiny, Brian Tyree Henry, Judy Greer | [ 327 ] |